# Османські війни в Європі
Османські війни в Європі — війни, що велись від 1352 року до Першої світової війни поміж зростаючою Османською імперією і християнськими державами Європи.

## Історія

### Візантійсько-османські війни

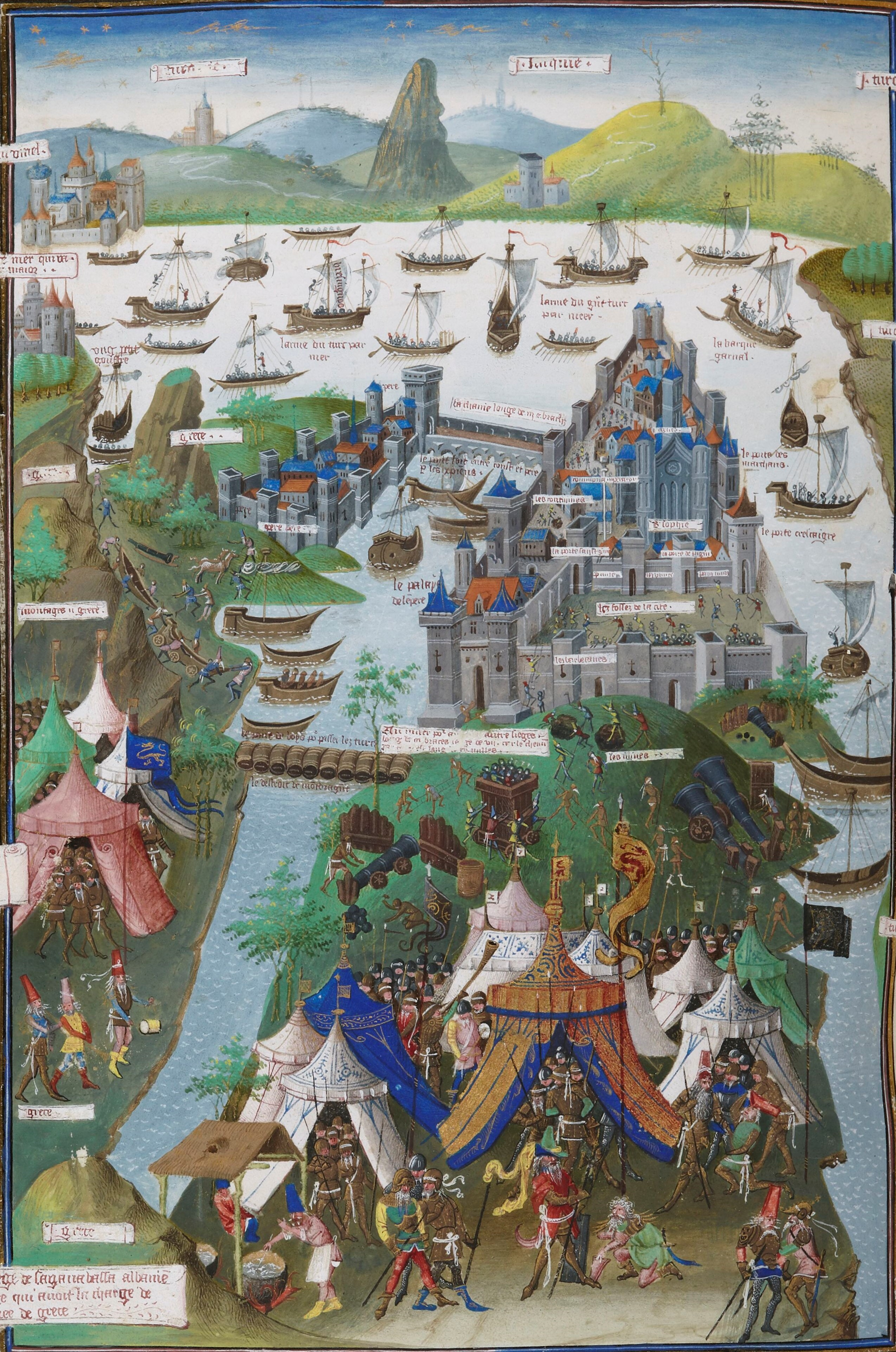
Облога Константинополя Мехмедом II. 1453

Користуючись занепадом Візантійської імперії турки-сельджуки розбили 1071 візантійське військо біля Манцикерта і впродовж десятиліття зайняли Малу Азію. В ході Венеційсько-генуезької війни (1350–1355), у якій союзником Венеції була Візантійська імперія, Генуї — османи. Як наслідок 1354 османи захопили Галліпольський півострів і прилеглу частину узбережжя Мармурового моря, контролюючи протоку Дарданелли. Це стало їхнім першим володінням на європейському континенті. У Візантії йшла війна претендентів на імператорський трон, які втягували у війну османів, які захопили Дідимотіхо (1361), Філіппополь, Адріанополь (1369). Імператор Іоанн V Палеолог визнав себе 1373 васалом султана. Перша облога Константинополя відбулась 1394, але місто мимохідь врятував Тимур, розбивши османів при Ангорі (1402). Візантійцям вдалось повернути частину втрачених володінь і допомогти Мехмеду I стати султаном (1413). Мурад II розпочав 1422 другу облогу Константинополя. Візантія знову визнала себе васалом, сплачуючи данину. Третя облога 4 квітня−23 травня 1453 султана Мехмеда II завершилась захопленням Константинополя. Рештки імперії проіснували на Пелопоннесі до падіння Місри 1460 і у Малій Азії Трабзону 1461.

### Болгаро-османські війни
В час просування османів велись війни поміж Візантією, Болгарським царством, Сербським царством, що вели до їхнього послаблення, роздріблення на малі володіння. В ході війни у Візантії поміж претендентами на трон залучали османів і болгар. Зокрема воєвода Момчил з Родопів напав на османів, які у відповідь вперше увійшли на терени Болгарії у травні 1345, розбивши Момчила 7 липня біля Ксанті. Вже 1349 османи пробують захопити Софію, знову атакують 1355, здобувши перемогу під Іхтіманом над болгарським військом, але через понесені втрати не йдуть на Софію. Спроба союзу з Візантією не вдалась і османи заволодівають Фракією (1354-1364), а Візантія і Болгарія розпочинають останню міжусобну війну 1364 за чорноморські порти, залучаючи османів. На Болгарію нападає 1365 угорський король Людовик І, захопивши Видин (до 1369). Це зрештою прискорює розпад Болгарії на декілька володінь. Після битви на Мариці 26 вересня 1371 Мурад I захоплює значну частину Болгарії, укріплені замки в Родопах і 1373 цар Іван Шишман визнає себе васалом султана. Після недовгого миру 1382 османи захопили Софію. Скориставшись цим на Болгарію напали волохи (1384–1386). Після поразки при Плочнику султан вирішив покінчити з Болгарією задля подальшої війни з Сербією. Османи 1388 пішли у наступ, захопивши значну частину земель і Сілістру на Дунаї. Перемир'я тривало до 1393, коли Іван Шишман став шукати підтримки у Сигізмунда I Люксембурга. 17 липня здається столиця Тирново, незабаром падає Нікопол. Османи захоплюють 1395 Добруджанське князівство, 1396 Видинське царство і після перемоги 25 вересня під Нікополем окуповують решки Болгарського царства, яке припиняє існування.

### Сербсько-османські війни

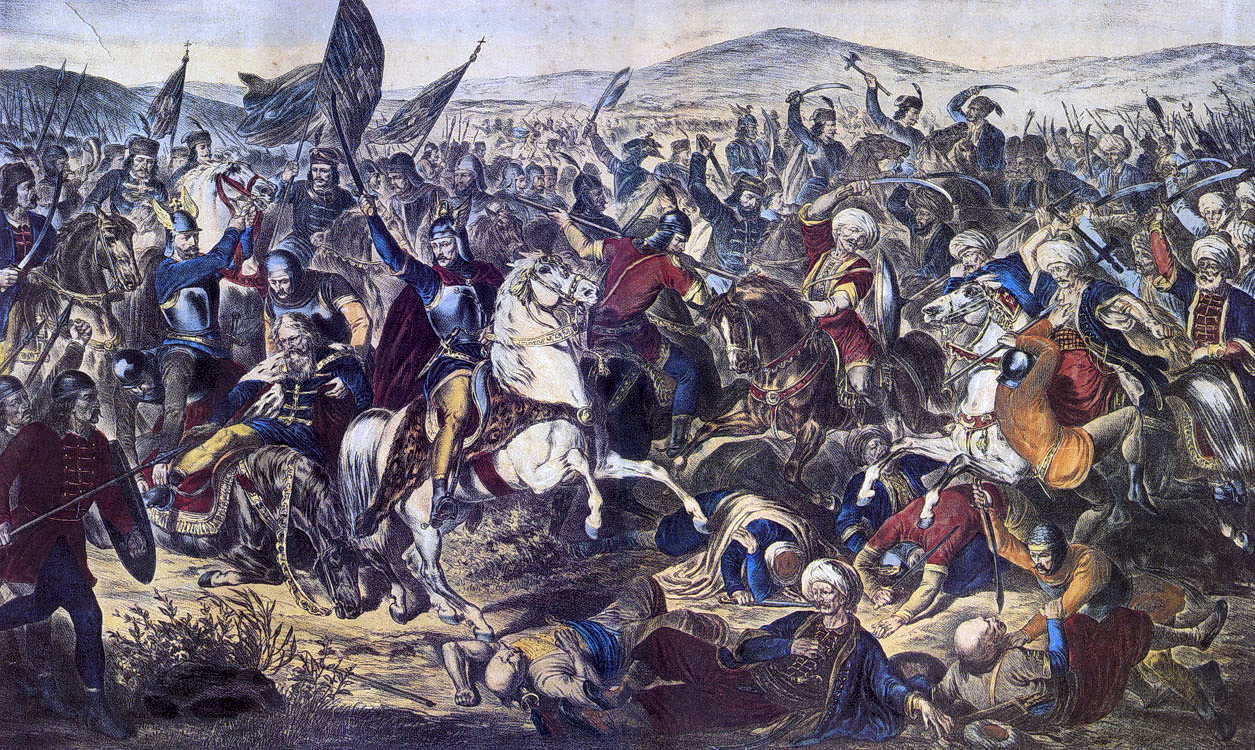
Битва на Косовому полі. Худ. А. Стефанович. 1870

Користуючись війною з османи Візантії, Болгарського царства, серби захопили значну частину міст Македонії, розбили у 1330 році  Михайла I Шишмана. З Македонії 1371 року вирушили брати Вукашин і Углеша, які мали намір захопити Едірне, та османи їх розбили при Мариці.
Лазар Хребелянович розбив османів до грудня 1381 при Дубравиці, але 15 червня 1389 року його військо було розбите османами на Косовому полі. Після битви Стефан Лазаревич визнав себе османським васалом, беручи участь у битві під Нікополем.
Після розгрому османів Тамерланом у 1402 році була утворена Сербська деспотовина. Деспот присягнув Сигізмунду І Люксембургу, який за це передав Белград. Та Стефан програв в ході війни з племінником, якого підтримували османи, визнавши у 1409 році їхній сюзеренітет. Мурад II 1438 року захопив столицю Смедереве, Нове Брдо 1441. Янош Гуняді до серпня 1444 року звільнив значну частину Сербії, але після падіння Візантії османи знову захопили значну частин Сербії, чий деспот прийняв усі їхні вимоги. Мехмед II Фатіх 20 червня 1459 року остаточно захопив Сербію, дозволивши деспоту Стефану Томашевичу виїхати до Боснії.

### Боснійсько-османські війни
Боснійське королівство 1388 вперше зазнала нападу османів, які пограбували Герцеговину. 27 серпня під мурами Білеча воєвода Влатко Вукович розбив османів, чий Шахін-паша втік з поля бою. У битві на Косовому полі 1389 брали участь боснійські загони під командуванням воєводи Влатко Вуковича. Король Стефан Дабіша успішно відбив 1392 османські напади, але програв Сигізмунду І. Він активно втручався у внутрішні справи Боснії, прогнавши 1408 Твртко II, який 1421 повернув собі трон за допомоги османів, сплачуючи їм данину. Відносний спокій панував до 1461, коли королем став вигнаний з Сербії Стефан Томашевич. Він попросив допомоги проти османів у Пія II, чий легат в листопаді 1461 привіз корону. Це обурило короля Угорщини Матвія Корвіна, але за посередництвом папи вони замирились і Стефан визнав себе васалом Матвія, обіцяючи боротись проти імператора Фрідріха III Габсбурга. Він перестав платити данину османам і Мехмед II особисто захопив Боснію. Після його відходу Матвій Корвін восени 1463 захопив частину Боснії, більшу частину якої відбив 1464 султан. Зрештою згідно миру 1465 вони поділили Боснію. Османи 1482 зайняли всі боснійські землі, утворивши санджаки Боснійський і Герсек (Герцоговина).

### Албано-османські війни
18 вересня 1385 на Саврасовому полі біля Люшні османи паші Румелії розбили місцевих князів і князя Зети Балши ІІ. Він прогнав з Албанського князівства свого родича по племінниці Карла Топія і з 1382 намагався захопити столичне місто Дуррес, через що Карл зрештою звернувся за захистом до османів. Побоюючись османів, Карл Топій визнав 1386 сюзеренітет Венеційської республіки. Його син Георг Топія 1392 продав місто Венеції. Місто витримало 1466 облогу Мехмеда II, але було захоплене 1501 Баязидом II. Валонське князівство було приданим вдови Балши II, яка безуспішно намагалась передати його під владу Венеції, але та відмовлялась через неможливість захистити володіння з суходолу. Зрештою 1417 османи захопили князівство. Лезька ліга під проводом Скандербега відбила 1444 значну частину теренів Албанії. Вже 1450 з ліги вийшло декілька учасників, а османи безуспішно облягали травні 1450, червні 1466 столичне місто Круя Скандербега, після смерті якого 1468 османи захопили Албанію. Після укладення 1479 миру Османської імперії з Венецією остання віддала останнє місто Шкодер.

### Хорватсько-османські війни

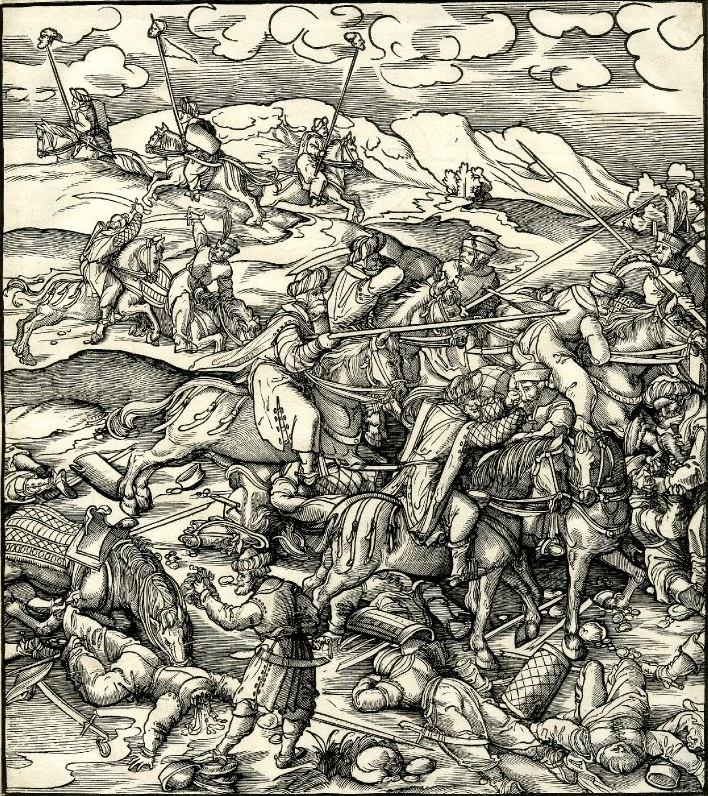
Битва при Крбаві. Худ. Л. Бек

На середину XV ст. османи захопили більшу частину земель, що відділяли від них Хорватію. На 1463 вони здійснювали напади з Боснії, 1482 захопили Герцоговину і вийшли на ріку Неретва. Османи атакували належну Габсбургам Крайну 1478, пройшовши через Хорватію. Через Хорватське Загір'я бей Боснії Хадим Якуп-паша вирушив на Крайну, на зворотній дорозі його чекало військо бана Мирко Деренчина. 9 вересня 1493 відбулась битва при Крбаві регіону Ліка, де загинула значна частина хорватської шляхти. Це дозволило османам майже безкарно нападати на хорватські землі. Османи захопили Осієк і відновили активні наступальні дії під проводом Селіма І (після 1512), захопивши Сребреницьку бановину, Шабацьку бановину, Срем. Хорватія перебувала в унії з Угорським королівством і після битви при Могачі 1526 було обрано бана і Фердинанда Габсбурга 1 січня 1527 на хорватського короля. Османи захопили Яйце (1528), Кліський замок (1537), значну частину Славонії, де Пожега стала центром саджаку. Їхнє просування призупинилось 1550. Між обома імперіями було укладено 1568 мирний договір, який продовжували 1574, 1583 роках.
У Сігетварі 2300 воїнів бана Міклоша Зріньї стримували 100-тисячне вйсько Сулеймана I з 6 серпня по 8 вересня 1566, затримавши похід на Відень. Для захисту внутрішніх територій 1578 вздовж кордону з Османською імперією створили Військову границю, що складалась з Хорватської Кра́їни та Славонської Кра́їни. Боснійський бейлербей Хасан-паша Предоєвич 1591 захопив декілька фортів цієї лінії, що будувалась, але австрійці вирішили не реагувати. Хасан-паша 1593 взяв в облогу замок Сисак, що контролював дорогу на Загреб, Австрію. 22 червня 1593 австро-хорвато-словенське військо розгромило вдвічі переважаючі сили осман. Паша загинув, значна частина осман втопилась в ріці Купа. Битва стала причиною оголошення Османською імперією війни імперії Габсбургів, що тривала 30 років.

### Італо-османська війна
28 липня 1480 року армія з 18 000 османів капудан-паші Гедик Ахмеда висадились з 128 кораблів у Неаполітанському королівстві неподалік Отранто. 11 серпня османи захопили Отранто, закатувавши архієпископа та стративши 14 серпня 800 християн, що відмовились прийняти іслам. Вони не просувались далі, розширюючи плацдарм, а стали посилювати захист міста. Флот османів атакував сусідні міста. Сікст IV закликав до хрестового походу, на що відгукнулись в Угорщині, приславши 1600 воїнів, Неаполі, де зібрали ополчення, Арагоні і Кастилії, надавши 3000 воїнів. Імовірно, через нестачу харчів у жовтні флот з військом відплив до Албанії. На зиму в Отранто залишили 1300 османів, а Гедик Ахмед-паша мав намір повернутись з поповненням. Військо християн 1 травня 1481 взяло в облогу Отранто. Султан Мехмед II помер 3 травня 1481 і Гедик Ахмед-паша узяв участь у міжусобній війні його синів. Після невдалого приступу 23 серпня розпочались перемовини. Османам дозволили покинути місто, але 10 вересня у місті було захоплено кілька сотень османів, яких відправили рабами на галери. Одночасно з Хорватії османи робили набіги до регіону Фріулі.

### Угорсько-османські війни

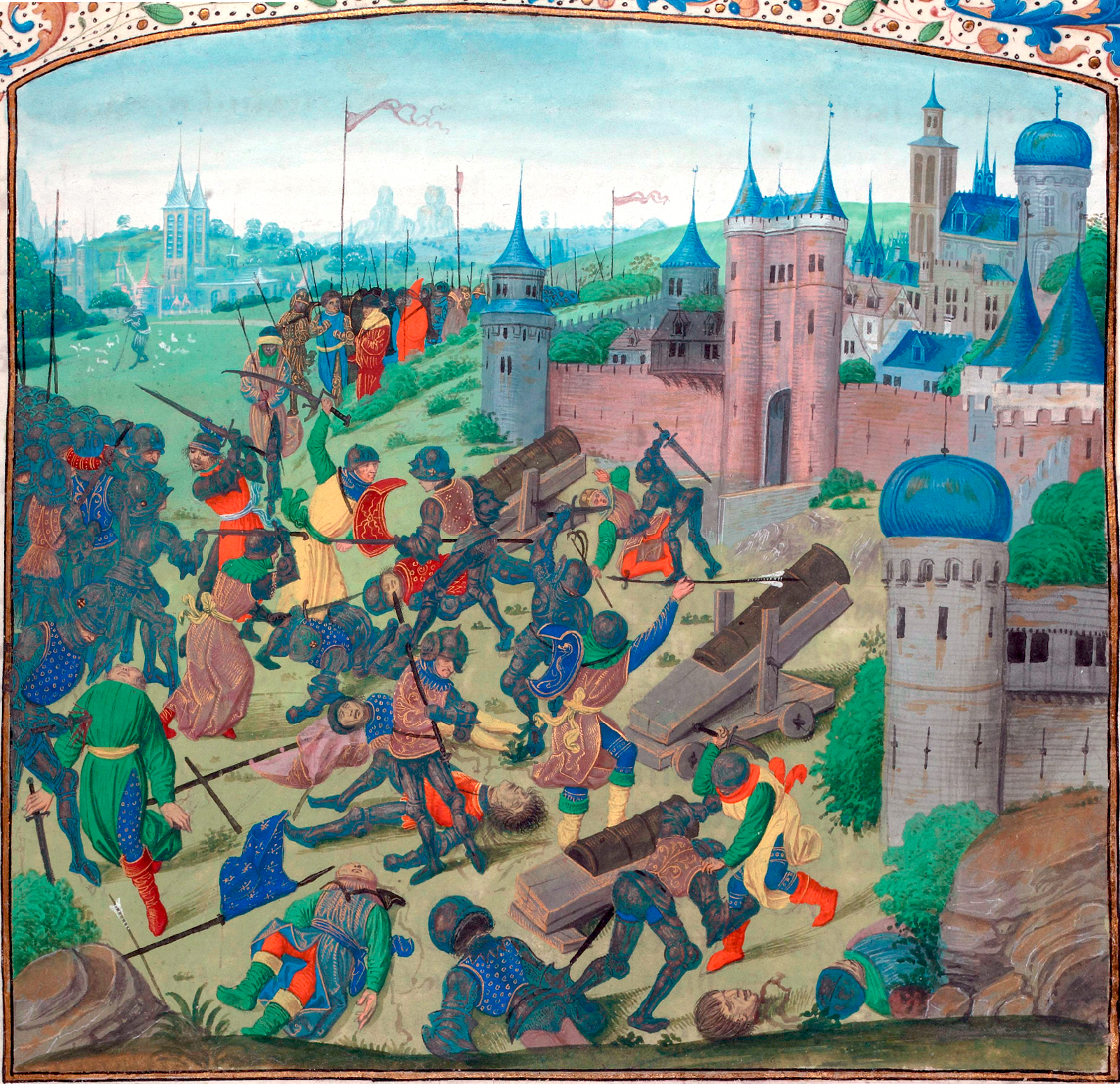
Битва при Нікополі. 1398

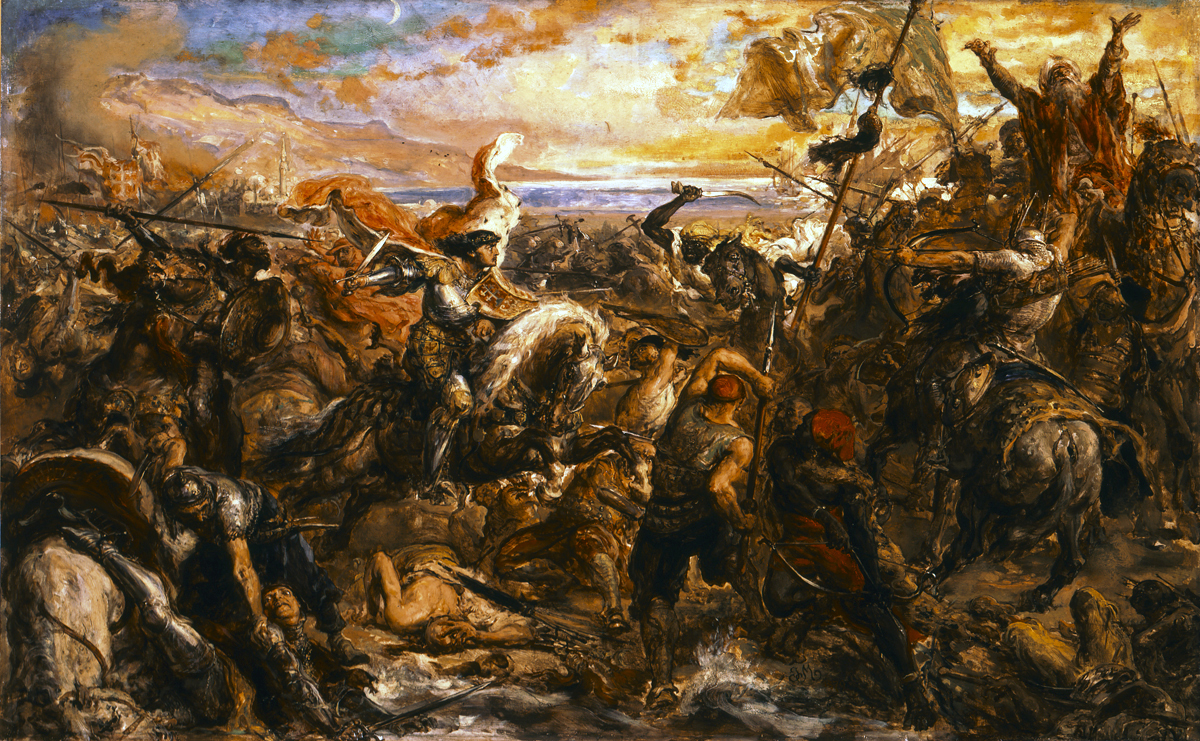
Битва під Варною. Худ. Ян Матейко. 1879

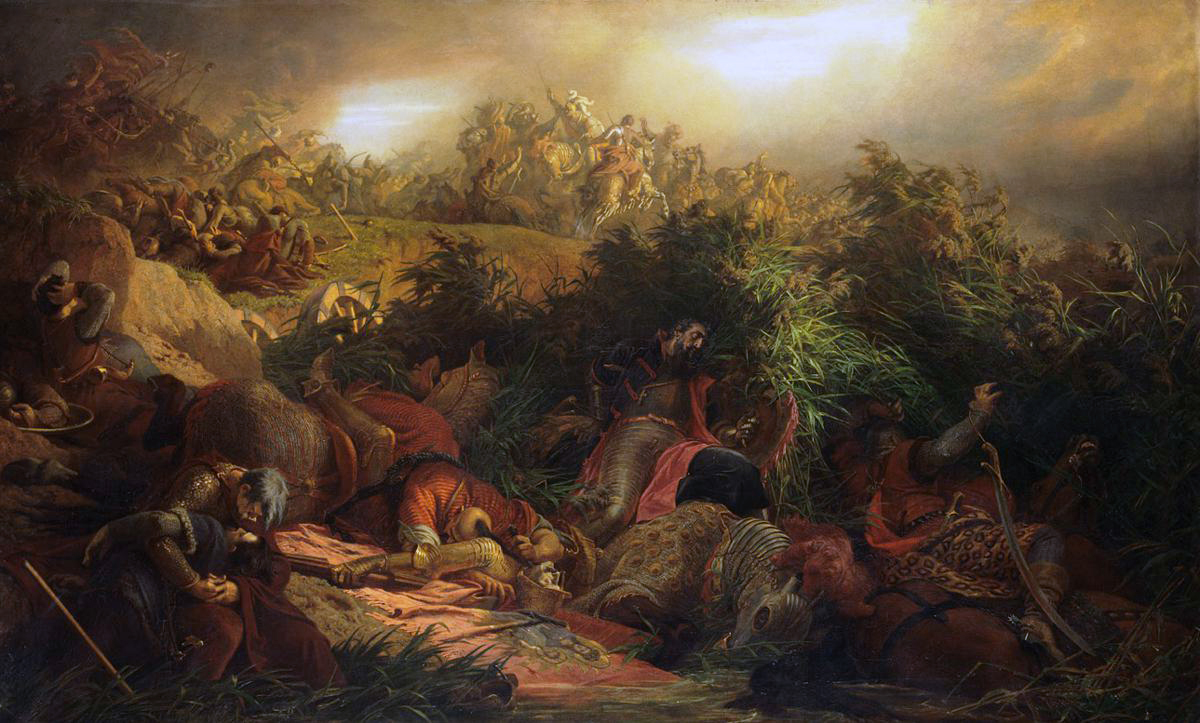
Битва при Могачі. Худ. Б. Секей. 1866

З середини XIV ст. Угорське королівство вело війни з сусідніми Сербським царством, Волощиною, Видинським царством. Через значне просування османів на Балканах антипапа Бенедикт XIII оголосив хрестовий похід, який очолив король Угорщини Сигізмунд I Люксембург. Султан Баязід I зняв облогу Константинополя і розбив хрестоносців 25 вересня 1396 під Нікополем. Та після поразки османів 1402 від Тамерлана Угорщина отримала певен час спокою. Османи облягали 1440 Белград, 1442 Сібіу. Янош Гуняді розпочав боротьбу з османами, захопивши 1443 Ниш, разом з Скандербегом змусив зняти облогу Круя.1 січня 1443 було оголошено хрестовий похід заради допомоги Візантії, який очолив Владислав III. Після захоплення хрестоносцями Софії, значної частини Болгарії на прохання Мурад II біля Сегеду у серпні 1444 уклали перемир'я на 10 років, встановивши кордон на Дунаї, визнавши незалежність сербських князівств. Та Євгеній IV звільнив Владислава III від клятви і вмовив порушити перемир'я, продовжити похід без значної частини війська, що вже подалась додому. 10 листопада 1444 Битва під Варною, де хрестоносці зазнали нищівної поразки. Янош Гуняді з угорсько-валахським військом перейшов Дунай, бажаючи допомогти Скандербергу, але був розбитий 17-20 жовтня 1448 військом Мурада II Косовому полі. Надалі Гуняді зняв 1454 османську облогу столиці Смедерево, зупинив османів під Белградом 4-22 липня 1456, де Мехмед II був поранений. Матяш Корвін на заклик Пія II захопив з осені 1463 значну частину Сербії, Боснії, яку Матвій І і Мехмед II поділили згідно договору 1465. Надалі Матвій І вів війни з Чехією, Австрією, втручався у внутрішні справи Валахії, Молдавського князівства. У 1480-х роках османи робили набіги у комітати Ваш, Зала. Угорщина уклала 1484 з Баязидом II перемир'я на 10 років. Владислав II укладав перемир'я 1503, поновлюване 1510, 1513 роках, визнавши право султана брати данину з Валахії і Молдавії. Селім I розпочав 1512 регулярні напади на Угорщину, Хорватію, у відповідь на що Лев X 1413 проголосив хрестовий похід. 9 квітня 1414 було оголошено буллу папи, але через побоювання втрати контролю над зібраними тисячами куруців 23 травня оголосили відміну походу, внаслідок чого зібрані повстали проти влади. Повстання тривало до осені, значно ослабивши Угорщину.
Новий султан Сулейман I Пишний майже відразу 1520 вимагає платити данину і через погану зустріч посла розпочинає 1521 війну, захопивши Шабац, Земун , після тривалої облоги Белград з червня по 28/29 серпня. Нова вимога сплати данини пролунала на початку 1526 і після відмови у квітні 80-ти тисячне військо при 300 гарматах вирушило до Угорщини. Їх зустріло 25-ти тисячне військо, розгромлене у битві під Могачем 29 серпня, де загинув Людвік II. Проосманський з'їзд обрав 16 жовтня королем 1526 Яноша І Заполья. Інший з'їзд 16 грудня обрав Фердинанда I Габсбурга, військо якого розбило впродовж 1527–1528 років прихильників Заполья. 10 травня 1529 Сулейман І вирушив з військом до Угорщини, де у захопленій 8 вересня Буді коронували Яноша І. Османи атакували Угорщину 1532, після чого 22 червня 1533 Сулеман визнав права Фердинанда І рівними Яноша І Заполья, який у липні став його ленником. 24 лютого 1538 у Гроссвардайні Фердинанд І визнав Яноша І пожиттєвим королем, після смерті якого титул переходив до Габсбургів. Приналежна Габсбургам частина звалась Королівською Угорщиною, приналежна Запольї Східно-Угорським королівством. В порушення договору після смерті Яноша І у Буді королем проголосили двотижневого Яна II Запольї. Османи атакували володіння Габсбургів 1541, 1543, 1566, захопивши Буду і центральну частину Угорщини. Угорщина була фактично розділена на три частини, належні Габсбургам, османам, Запольї. Зрештою 17 лютого 1568 за Селіма II було підписано перемир'я з Максиміліаном II. Ян II відрікся 1570 від титулу короля на користь Габсбургів, які визнавали його імперським князем Трансильванії і частини Угорщини (лат. princeps Transsylvaniae et partium regni Hungariae dominus).

### Османсько-венеційські війни

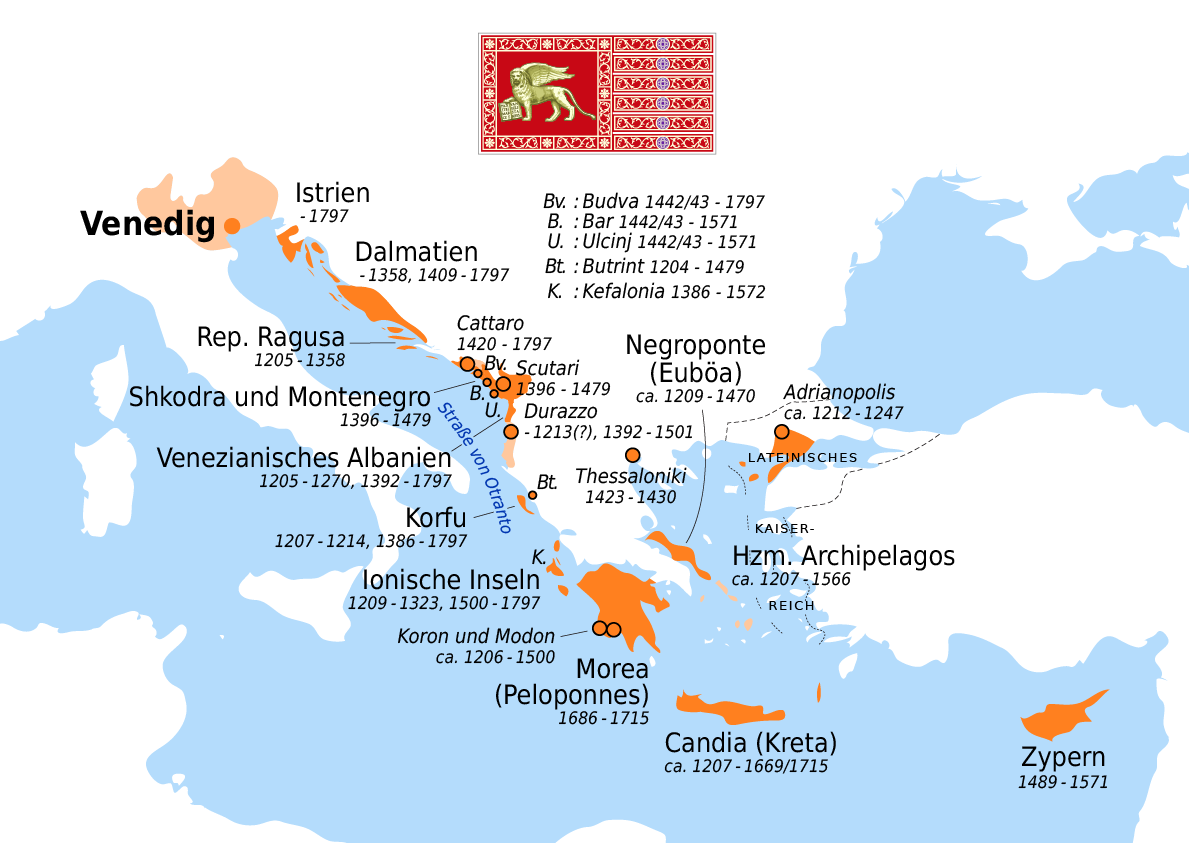
Володіння Венеційської республіки

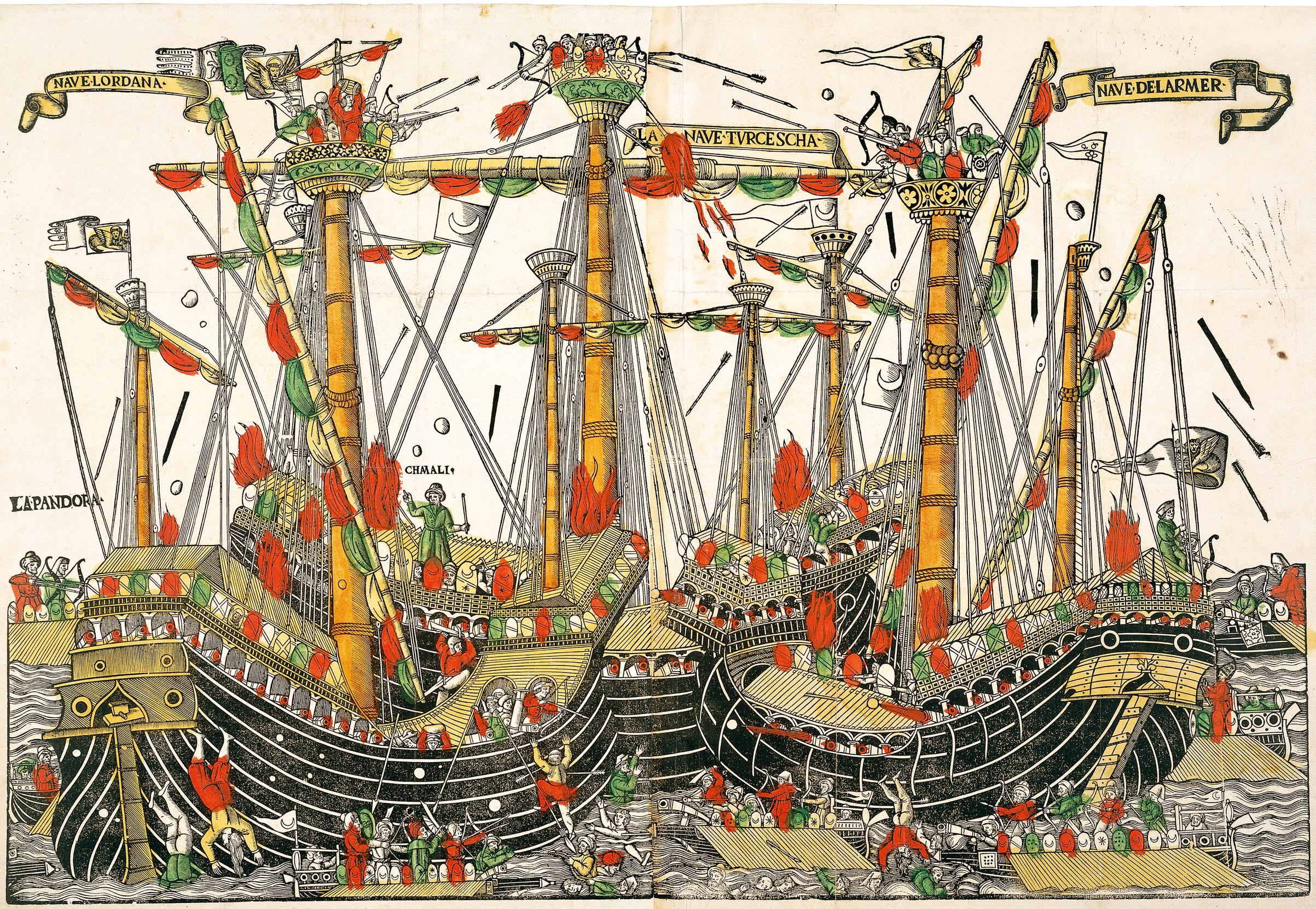
Перша битва при Лепанто

Одна з перших збройних сутичок венеційців з османами відбулась в ході венеційсько-генуезької Війни за протоки (1350—1355), коли Венеція виступила союзником Візантії, а Генуя залучила османів. Тоді венеційці завбачливо погодились захищати Візантію від усіх ворогів, окрім османів Орхана І.
- В 1415 році османський флот спробував захопити Сеньйорію Негропонте, що з 1209 року перебувала під владою Венеційської республіки. У відповідь 10 венеційських галер під командуванням П'єтро Лоредана розбив 27 травня 1416 османський флот в битві при Галліполі.

- Облога Салонік (1422—1430). Візантія продала 1423 Венеції обложені османами Салоніки, що стало причиною першого довготривалого збройного конфлікту між Венецією і молодою Османською імперією. Цим вирішило скористатись Міланське герцогство, розпочавши війну з Венецією. 29 березня 1430 після двомісячної облоги Салоніки захопили османи Мурада II. Наступного року в Адріанополі був підписаний мирний договір і Венеція отримала право вільної торгівлі на османських теренах.
- Перша османсько-венеційська війна розпочалась 28 липня 1463 після захоплення за три роки до того османами Мореї. Після тривалої облоги 12 липня 1460 османи захопили Сеньойорію Негропонте на острові Евбея. Замок Кастор біля Лепанто 1477 витримав чотиримісячну облогу. 25 січня 1479 було підписано мирний договір, за яким Венеція втрачала Негропонте, Лемнос, колонії в Мореї та Епірі і зобов'язувалась сплатити 100 000 дукатів компенсації і по 10 000 щорічно за право торгівлі на османських теренах.
- Друга османсько-венеційська війна була розпочата 22 липня 1499 Баязидом II для контролю над Середземним та Іонічним морями. З Константинополя вийшов флот, а війська пішли суходолом на Лепанто. У Першій битві при Лепанто 12-25 серпня було розбито венеційський флот в морській битві при Дзонкйо і захоплено порт Лепанто. У жовтні венеційці безуспішно намагались укласти перемир'я. Наступного 1500 після перемог над венеційським флотом в битві при Модоні було захоплено Модон, Корон і Наварино (Дзонкйо). 13 травня 1501 було укладено договір Угорщиною, Олександром VI. Захопивши Кефалонію, франко-іспанський флот атакував Мітилену, що зірвало османські плани висадки на Кіпр, куплений 1489 Венецією. 20 травня 1503 року було підписано мирний договір, за яким Венеція визнала територіальні втрати в обмін на право торгівлі на Сході.

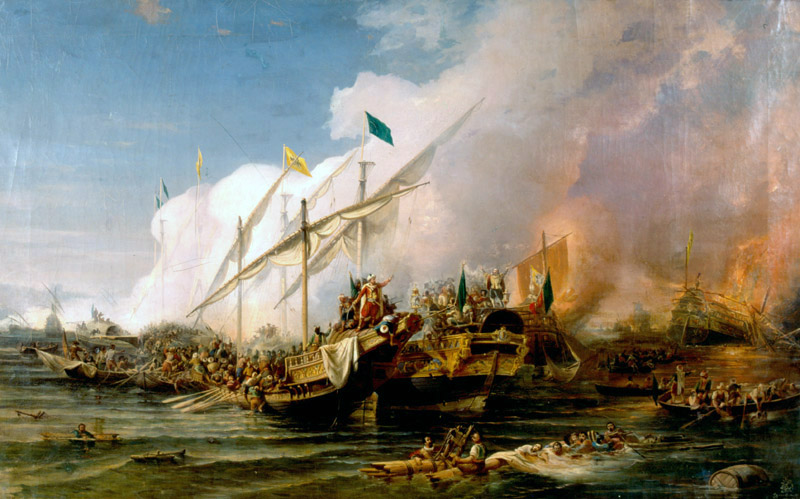
Битва при Превезе

- Третя османсько-венеційська війна 1537—1540 років розпочалась після відмови Венеції приєднатись до антиімперської франко-османської коаліції. У серпні 1537 османський флот появився біля острова Корфу, причому Андреа Доріа відвів імперський флот до Генуї. Османам не вдалось захопити фортифікації і через штормову погоду 15 вересня вони зняли облогу. В Егейському морі османи захопили венеційські колонії Сірос, Егіна, Парос, Тінос, Карпатос, Касос, Наксос. Павло III зібрав антиосманську «Священну Лігу» з Папської держави, Венеційської республіки, Генуезької республіки, Королівства Іспанія, Госпітальєрів. 28 вересня 1538 в битві при Превезі 122 галери з 20 000 солдат Хайра ад-Дін Барбаросси перемогли 162 галери, 140 барків з 60 000 солдат союзного флоту Андре Доріа, якого звинувачували у поразці через особисту неприязнь до Венеції. 2 жовтня 1540 був підписаний мирний договір, званий капітуляцією. Венеція згодилась виплатити 300 000 дукатів відшкодування, її кораблі без дозволу не могли заходити чи випливати з османських портів.

Битво при Лепанто

- Четверта османсько-венеційська війна (1570—1573) або Кіпрська війна стосувалась війни за Кіпр. Селім II уклав 8-річне перемир'я з Максиміліаном II і у січні 1570 було оголошено про історичну приналежність Кіпру Османській імперії, 28 березня направлено ультиматум дожу. На заклик Венеції володарі Європи довго і неохоче збирали свої сили. 1 липня османи захопили Лімасол, згодом Ларнаку. 22 липня прибуло підкріплення і 24 липня розпочали облогу Нікосії, що тривала до 9 вересня. 17 вересня розпочалась облога Фамагусти, а християнський флот розвернувся назад, отримавши звістку про падіння Нікосії. 1 серпня 1571 знесилений гарнізон Фамагусти здався на почесних умовах, але 5 серпня було вбито 350 оборонців. Бездарна здача Кіпру стала ганьбою для Європи і Пій V 25 травня 1571 організував «Священну Лігу» і у другій битві при Лепанто 7 жовтня флот ліги з 206 галер, 6 галеасів під командуванням Хуана Австрійського розбили османський флот з 222 галер, 56 галіотів під командою Алі Паші. Зимою османи збудували 150 галер, відновивши свій флот. Григорія XIII мало цікавила війна, Філіп II більше цікавився подіями в Нідерландах. Зрештою флот християн блокував османів у гавані Модона, але у жовтні 1572 іспанський флот відплив. 3 березня 1573 був підписаний мирний договір, за яким Венеція виплачувала три рази по 300 000 дукатів, зрікалась прав на Кіпр.
- П'ята османсько-венеційська війна (1645–1669) розпочалась під приводом того, що 6 кораблів Мальтійського ордену із захопленим османським кораблем у жовтні 1644 поповнили запаси на Криті. Ібрагім I спочатку наказав вбити усіх християн в імперії, а згодом розпочав війну за Крит. 30 квітня 1645 у Середземне море вийшов османський флот з 400 кораблів з 50 000 солдат, який 25 червня розпочав висадку на Криті. Облога Ханья тривала до 2 серпня. Командуючий Юсуф Паша (Юсуф Машкович) за втрату 40 000 воїнів і відмову повертатись зимою на Крит був страчений. У середині вересня дві спроби атакувати Ханью зірвали шторми, а османи 13 листопада захопили Ретимно. У 1646 османи атакували володіння у Далмації — Крк, Паг, Црес, маючи значні проблеми з постачанням На Криті розпочали облогу Кандії. Венеційці блокували 1648 Дарданелли, перервавши постачання Криту. Османи у квітні 1649 прорвали блокаду і відновили постачання Криту, повністю захопленого яничарами. У вересні 1656 османи повторно захопили Тенедос, Лемнос. Через війну з Австрією 1663 військові дії проти Венеції ослабли. Венеція відкинула 1666 османські умови миру, а значна частина військ потонула по дорозі до Криту. 1668 французи посилали підмогу до Кандії, яка швидко поверталась назад. 21 серпня Крит покинула частина союзних військ і 6 вересня 1669 Кандія здалась. Згідно мирної угоди Венеція зберігала на Криті фортеці Суда, Спіналонга, Кліс в Далмації, за острів Закінф

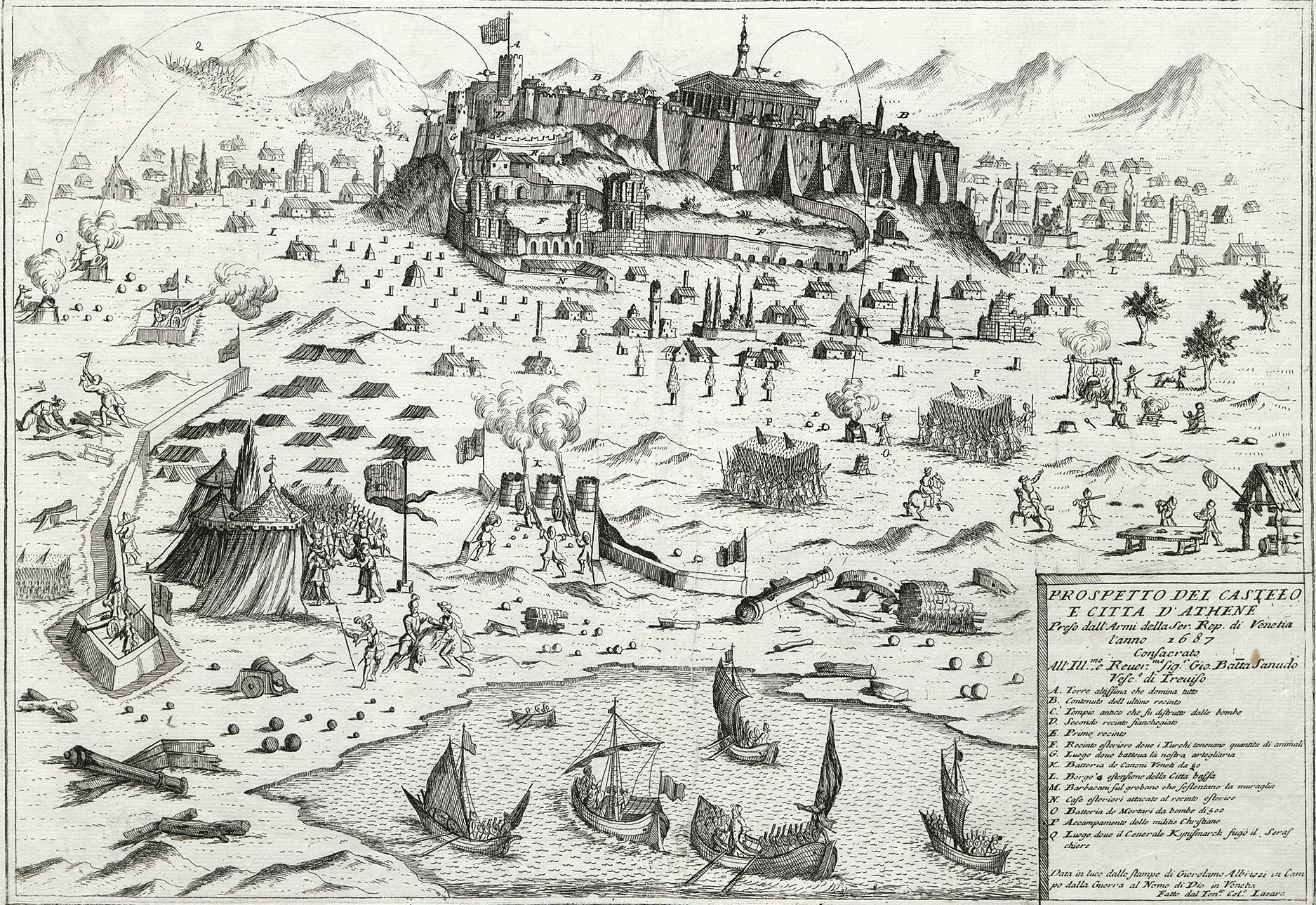
Венеційці під Акрополем. Вересень 1687

- Шоста османсько-венеційська війна (Перша Морейська війна). Венеційська республіка 19 січня 1684 приєдналась до Священної ліги. У липні союзний флот з 68 кораблів захопили Санта Маура, який здався 6 серпня після 16-денної облоги, згодом Превезу. З весни до серпня тривала облога Корони[en], а у наступні місяці було захоплено більшу частину Мореї. У 1687 було відбито в османів Лепанто, Патри, Коринф, до зими Афіни. Влітку 1688 розпочали облогу Негропонте, перервану через епідемію. Було захоплено Авлон, але через епідемії померли командуючі флоту, сухопутних військ, що призупинило наступ. Цим скористались османи, посиливши захист Негропонте, Канеї, але втратили Саламін, Ідру, Спеце. У вересні 1694 здався гарнізон на Хіосі, але у лютому 1695 османський флот розбив венеційців, які покинули острів. Через втому сторін, очікування смерті бездітного хворобливого Карл II, через що було підписано 1698 трактат у Гаазі про поділ володінь Іспанії. 13 листопада розпочали перемовини у Карловицях, де 26 січня 1699 підписали мирну угоду. Венеція була проти повернення Османській імперії Афін, Аттики, через що підписали його лише 7 лютого.

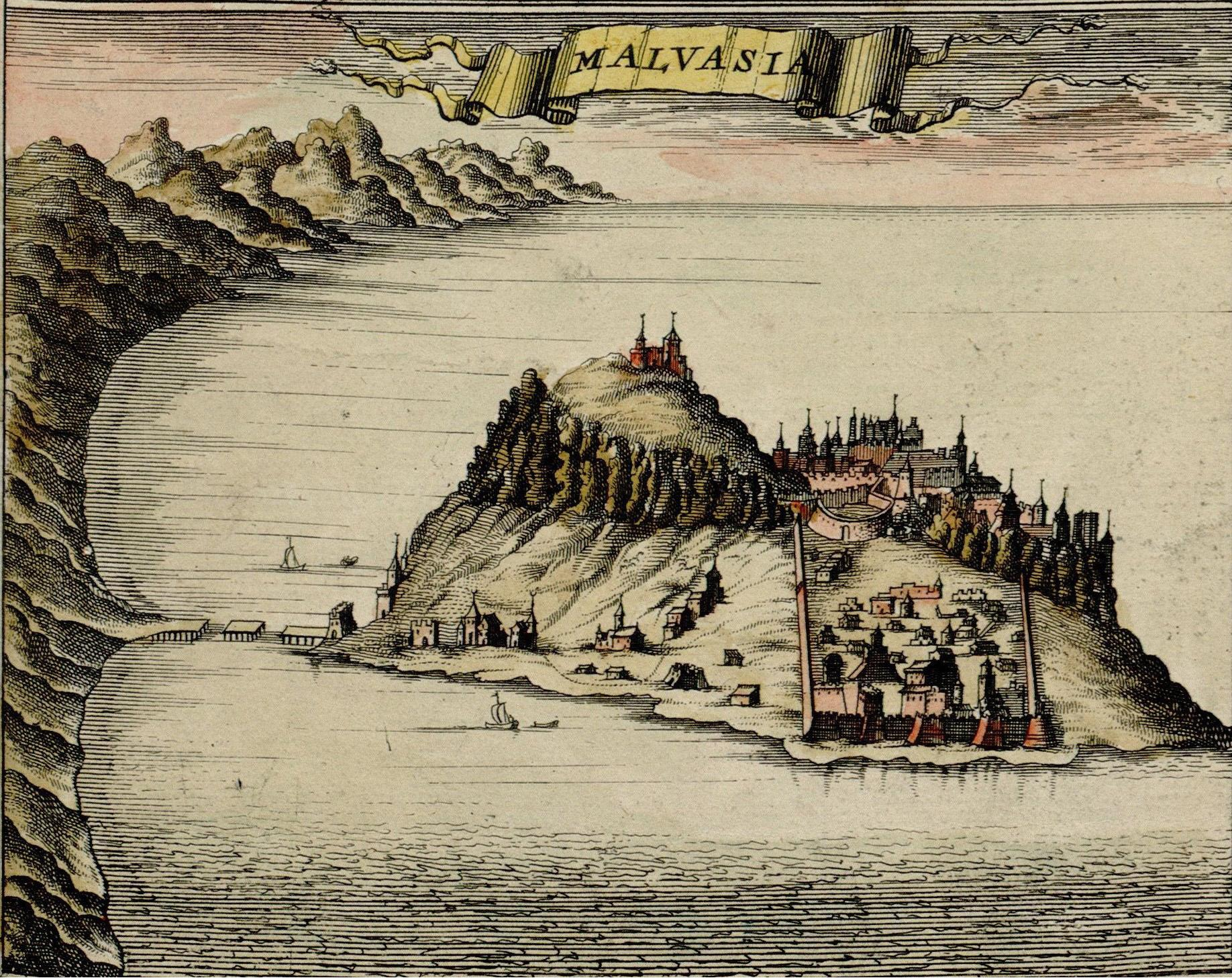
Монемвасія. 1680

- Сьома Венеційсько-турецька війна (Друга Морейська війна) була оголошена 9 грудня 1714 Османською імперією, звинувачуючи Венецію у підтримці повстання 1713 в Чорногорії. Весною 1715 Ахмед III повів 22 800 кавалерії і 72 500 піхоти з Константинополя на Салоніки, а 6 квітня вийшов в море флот з 60 кораблів. Йому 5 червня здався без бою Тінос, згодом Егіна, Істм. Після п'ятиденної облоги захопили фортецю Коринфу, стративши весь гарнізон. Потім взяли Аргос, завдяки зраді греків Нафпліон, де було вбито чи продано у рабство 25 000 міщан, 1000 солдат гарнізону стратили. Після цього гарнізон Короні відмовився оборонятись. Солдат з нього і Наварину перевели до Модону. Османи перервали перемовини і захопили місто, вбивши значну кількість міщан, гарнізону. 7 вересня без бою здалась остання фортеця на Пелепонесі — Монемвасія[14]. До листопаду османи захопили весь Пелепонес. Венеційці підірвали фортифікації на Санта Мавра. У Далмації вдалось відбити наступ османів, через загрозу яких 13 квітня 1716 до війни приєдналась Австрія за гарантії папи про ненапад іспанців в Італії. 25 травня 1716 Євген Савойський розгромив османів під Петервардейном. 5 липня 1716 османи висадились і 25 липня розпочали облогу Корфу. 18 серпня гарнізон контратакував османів, відігнавши їх до табору, який наступного дня розметала буря. 20 серпня при появі іспанської ескадри османи терміново покинули табір, кинувши озброєння. Завдяки іспанцям захопили Бутринті і Лефкаду. 16 червня 1717 венеційці розбили флот осман біля Імброс, а битва 19 липня при Кітери не виявила переможця. 22 жовтня венеційці зайняли Превезу, Войницю, у Далмації Мостар, Імотський, Ливно. Через напад іспанців в Італії Австрія вирішили завершити війну, розпочавши у травні 1718 перемовини. За договором від 21 липня Венеція зберігала захоплені в Далмації, Албанії міста, Перевезу, Бутрино, Воницю, острів Цериго. Кордон зберігався до 1799 року.

### Османські війни з госпітальєрами

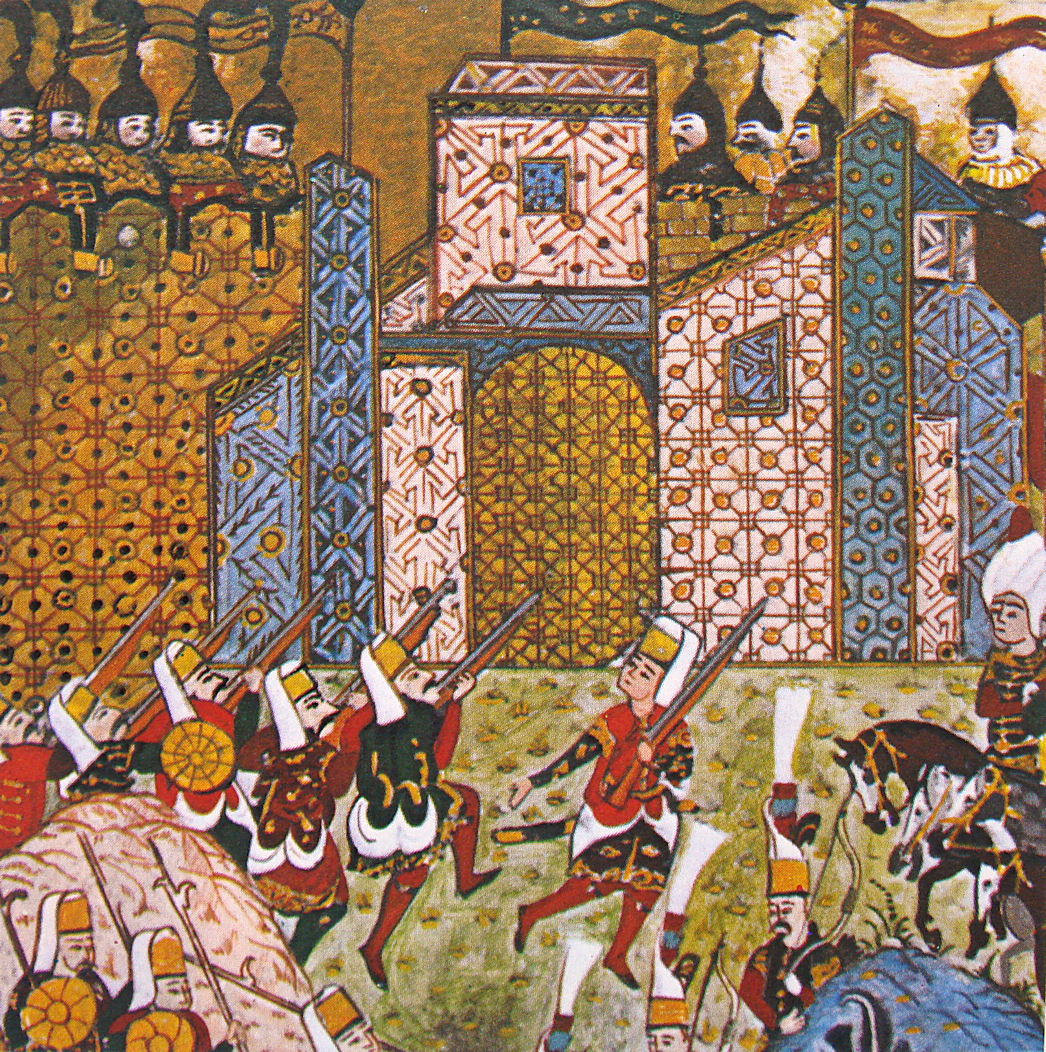
Штурм Родосу яничарами

Османський флот розпочав в 1470-х роках атаки островів Кос, Халкі, мешканці яких перебрались на прилеглий Родос. У грудні 1479 османи зробили невдалу спробу висадки на Родосі, відбиту Мальтійськими лицарями. Мехмед II вислав 160 кораблів на Родос під командуванням греків Гедик Ахмед-паші та Месих-паша, які прибули 23 травня 1480. Проти 25 000-70 000 османів виступило до 6,7 тисяч оборонців. Облога тривала до генерального штурму 28 липня, коли османам вдалось вирватись до міста, але через значні втрати довелось відступити. Надалі їм не вдалось організувати новий штурм і 17 серпня османи покинули острів.
Сулейман I Пишний відправив на Родос авангард з 10 000 солдат, який прибув 26 червня 1522, розпочавши облогу і готуючи земляні укріплення. 28 липня висадився султан з основними силами з близько 90 000 солдат. Їм протистояло 6-7 тисяч оборонців. З серпня розпочався артилерійський обстріл фортифікацій. 13, 17, 24 вересня відбулись три невдалі штурми. Завдяки підкопу 22 листопада було підірвано мури, але штурм було відбито. Міщани-греки стали вимагати у лицарів капітуляції. Перемовини 11-13 грудня були безрезультатними, як і штурм 17 грудня. 20 грудня Ахмед-паша прийняв капітуляцію і 1 січня 1523 оборонці з прапорами, зброєю, реліквіями покинули Родос на 3 галерах і 30 менших кораблях.

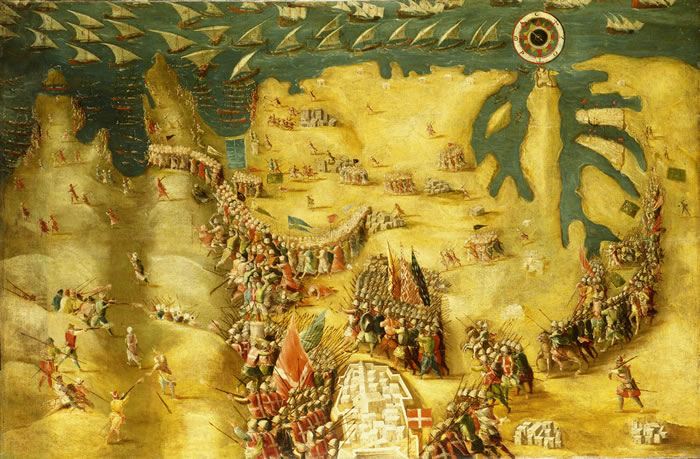
Перемога на Мальті

Імператор Карл V подарував лицарям 1530 Гоцо, Триполі, Мальту, де після втрати у 1551 році Триполі стали терміново посилювати фортифікації у Біргу, фортів, звівши їх за 6 місяців. У травні 1560 османський флот розбив союзний християнських держав в битві біля Джерби. Мальтійські лицарі стали найбільшою перепоною для османських піратів. 18 травня 1565 до Мальти підійшло 200 кораблів Піяле-паші з 40 000 воїнами Лала Мустафи-паші/ Проти них було до 8,5 тисяч захисників. 23 травня розпочався артилерійський обстріл форту святого Ельма, захопленого 23 червня ціною втрати 8000 османів і 500 мальтійців. Лицарі отримали невелику підмогу і 7 серпня відбили генеральний штурм. Після прибуття 7 вересня нової підмоги османи зняли облогу, коли лише 600 мальтійців було здатних носити зброю. У османів повернулась назад лише чверть війська. Смерть Сулеймана I Пишного зірвала його намір повторити штурм наступного року.

### Волосько-османські війни

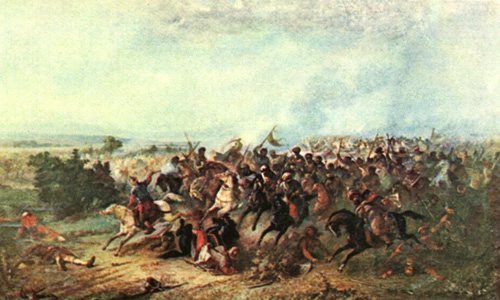
Битва при Келугерені

З занепадом Болгарського королівства кордони османських володінь пересунулись до Волощини, яка з 1389 визнала себе османським васалом, продовжуючи бути залежною від угорського королівства і шукаючи союзників проти османів. Мірча I Старий у битві при Ровині 1394 вдалось зупинити навалу війська Баязіда I. Мірча І виступив проти османів 1396 під Нікополем та успішно відбив їхні напади 1397, 1400 роках. Влад I Узурпатор став першим господарем, що 1395 попросив османської допомоги. Михайло І Басараб загинув 1420 в час османського нападу. Його брат Раду II визнав зверхність османів. Після нападу османів 1432 Олександр I Алдя змушений був згодитись платити данину, дати заручників. Його вбив 1436 Влад II Дракул, прогнавши османів, та вже 1437 він заприсягнув султану, 1438 разом з османами атакував Угорщину. Басараб II підтримав Яноша Гуняді, розбивши 1442 османів над рікою Яломниця. Мурад II посадив 1448 господарем Влада III Дракула, який щороку виплачував їм 10 000 дукатів до 1459. Османського посла, Гамза-пашу 1461 Влад III посадив на палю і в османському одязі з прапорами Гамза-паші захопив на Дунаї укріплення від Видина до Чорного моря. Весною 1462 османське військо увійшло до Валахії, де Влад III розпочав партизанську війну, змусивши відступити. Надалі декілька господарів через співпрацю з османами було усунуто за допомогою господаря молдавського Стефана III. Після битви під Могачем 1526 і падіння королівства Угорщини господарі могли орієнтуватись лише на Османську імперію. З середини XVI ст. вони з османами провадили походи до Семигороддя проти прихильників Габсбургів, Молдавії. Михайло Хоробрий розпочав боротьбу з османами, розбивши їх біля Келугерені 23 серпня 1595. Зимою він витіснив османів з Валахії, заключивши 1598 союз з Австрією. Захоплення Семигороддя, Молдавії додало йому ворогів серед недавніх союзників. 20 жовтня 1600 під Буково його розбив Ян Замойський, а після допомоги у придушенні антигабсбурзького повстання у Семигородді 9 серпня 1601 його стратили австрійці, звинувачуючи у зради на користь Османської імперії. Лише 1659 проти османів виступив Міхня III. Георге Дука брав участь 1683 на стороні османів у Віденській битві. Провінція Олтенія 1718 відійшла до австрійських володінь (до 1739). Надалі за терени Валахії йшла боротьба Османської і Російської імперій.

### Молдавсько-османські війни
Османи з Валахії вперше напали 1420 на Кілію, Аккерман, але їх відбив Олександр Добрий. Петро Арон від 5 липня 1456 згодився платити османам 2000 золотих щорічно. Штефан III 1470 відмовився сплачувати данину, збільшену у 1,5 рази і 1473 скинув проосманського володаря Валахії. 10 січня 1475 його 47 000 військо розбило під Васлуєм 120 000 військо Хадим Сулеймана-паші. Через відсутність допомоги європейських країн 1476 військо османів розбило його у битві в Білій Долині, але Стефан III перейшов до партизанської війни. Облога Сучави була знята через епідемію у османському війську. Османи захопили 1484 Кілію і Аккерман. Богдан III 1514 відновив сплату данини. Після розпаду угорського королівства 1526 Петру IV Рареш змушений був сплачувати збільшену данину, але уклав таємну антиосманську угоду з Фердинандом I. Через це 1538 Молдавію захопило військо Сулеймана I. Надалі господарі сплачували збільшену данину, направляли до Константинополя заручників. Олександр IV Лопушанин в інтересах османів воював з Волощиною, за їхньою вказівкою зруйнував укріплення замків, крім Хотинського, переніс столицю до незахищених Ясс. Іван Воде відмовився 1574 платити подвійну данину і за допомоги запорізьких козаків розбив під Жиліштею османсько-валахське військо, але програв під Кагулом. Для тиску на Молдавію Османська імперія широко використовувала підвладних їй кримських татар. Наприкінці XVII ст. через невизначену ситуацію господарі переважно таємно підтримували стосунки з Габсбургами, Річчю Посполитою. Господарі стали призначатись з греків -фанаріотів.

### Польсько-османські війни

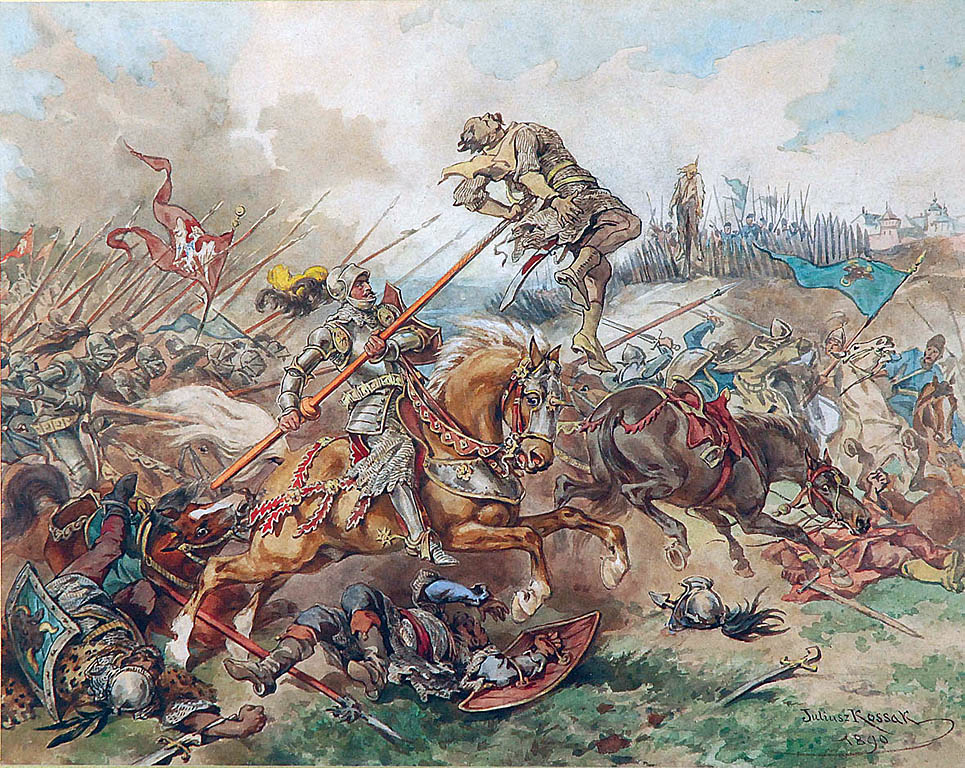
Битва під Сучавою. Худ. Ю. Коссак. 1890

- Війна 1485–1503 Опосередковано відносини загострились із захопленням османами Кафи в 1475 році та Кілії, Білгороду 1484, що боляче вдарило по економіці Корони. Молдавський господар Стефан III склав у Коломиї 15 вересня 1485 оммаж Казимиру IV в марній надії отримати допомогу проти османів, через що вже 1486 став османським ленником. Королевич Ян Ольбрахт 8 вересня 1487 під Копистирином розбив татар, найнятих османами. 23 березня 1489 було підписано 2-річне перемир'я з Баязидом II. 6 квітня 1494 було підписано 3-річне перемир'я. Вже Ян I Ольбрахт підготував 1497 року угорсько-німецький похід проти османів за пропозицією Стефана III, відкладений через напад татар. Похід завершився 24 вересня — 19 жовтня облогою Сучави і погромом під Козміним. У відповідь на похід 1498 року відбувся молдавсько-османський набіг на Поділля, Галичину за участі паші Силістрії Балі бея. 13 липня 1498 було підписано польсько-угорський договір про спільне замирення з османами, що 15 квітня підтримав Стефан III. Олександр Ягеллончик уклав 9 жовтня 1503 п'ятирічне перемир'я з Баязидом II.

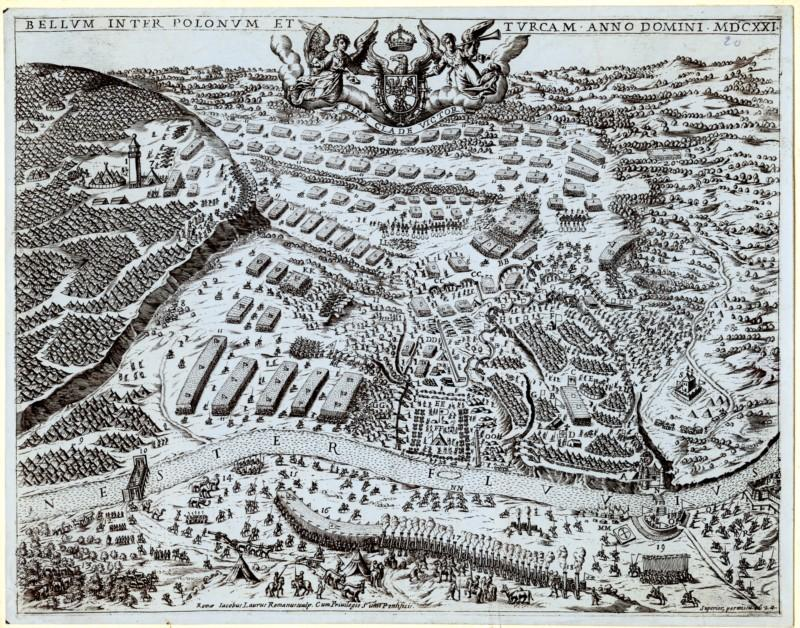
Хотинська битва. 1624

- Війна 1620–1621 Трансильванський князь Габор Бетлен наприкінці листопада 1619 взяв в облогу Відень, але ще у жовтні Сигізмунд III Ваза на прохання Фердинанда II надав 10 000 лісовчиків, які 23 листопада під Гуменним розбили семигородського князя Юрія I Ракоці, взяли в облогу Кошиці, Пряшів. Через це 4 грудня зняли облогу Відня. Рейд лісовчиків, порушення умов миру у Буші з вересня 1617 через напади козаків, втручання магнатів у справи Молдавського князівства Османська імперія стала готуватись до війни. Сигізмунд III Васа 14 березня 1620 оголосив збір посполитого рушення. Після серпневого нападу татар військо Станіслава Жолкевського перейшло 2 вересня кордон, йдучи на допомогу господарю Граціані. Біля Цецори заклали табір, який оборонявся від переважаючих військ Іскандер-Паші з 17 вересня до 7 жовтня. Після поразки татари атакували Україну, але козаки захопили Білгород, атакували Крим, змусивши їх повернутись. 23 серпня 32.500 війська Ходкевича перейшло Дністер, заклавши табір під Хотинською фортецею, де 25 серпня до них приєдналось 41.500 козаків Сагайдачного. 17-річний Осман II вирушив 29 квітня з Константинополя і 1 вересня прибув під Хотин з 250 000 війська. Битва тривала до 29 вересня. 8 жовтня 1621 було підписано мирну угоду, яка підтверджувала угоду 1617 з визнанням залежності Молдавії від султана, зобов'язання стримувати татар і козаків від нападів.

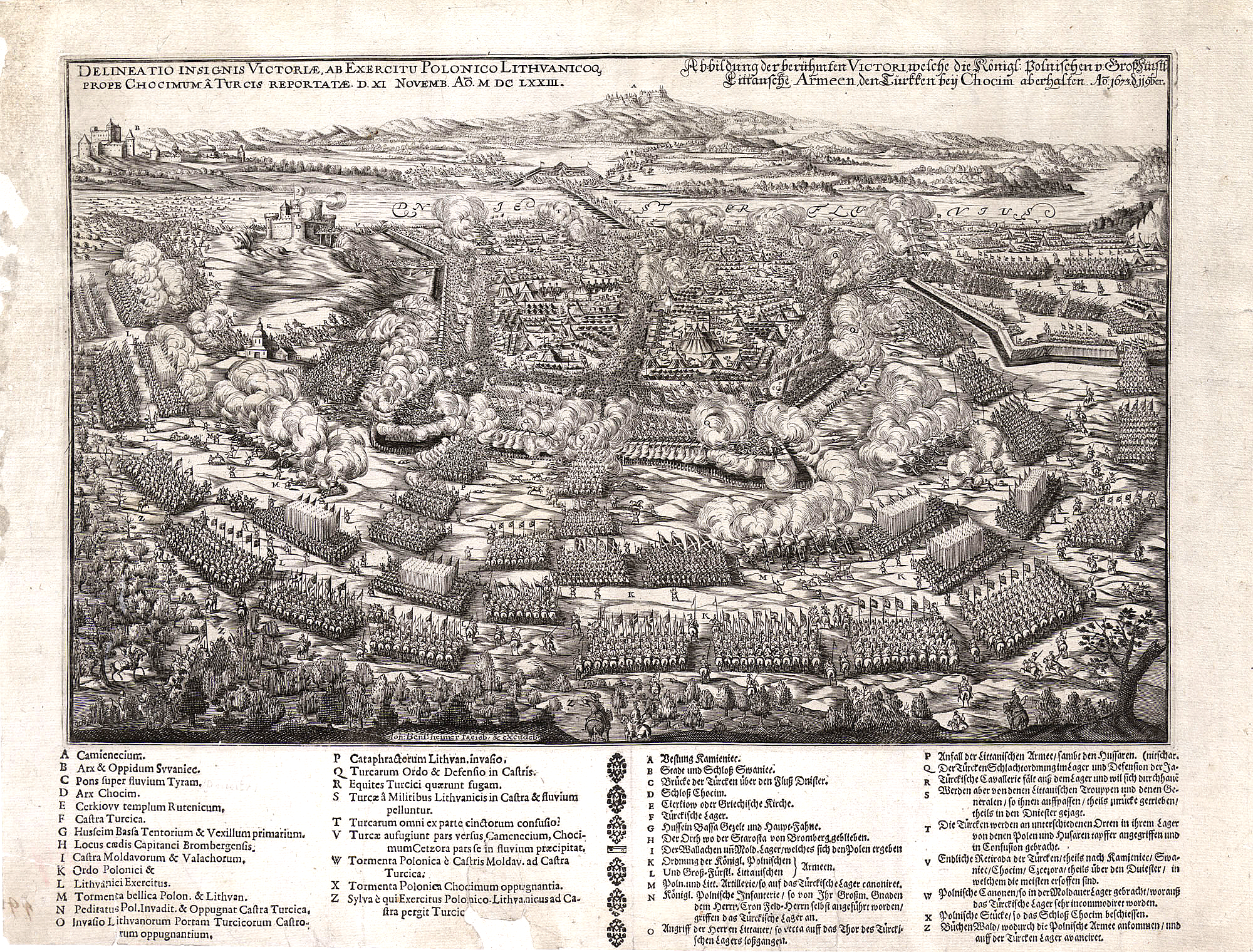
Облога Хотина 1673

- Війна 1633–1634 Після підписання миру продовжувались напади татар на Поділля, Галичину. Після смерті у квітні 1632 Сигізмунда III Васа настав тривалий час безкоролів'я. боротьби ворогуючих прихильників кандидатів на трон. Цим вирішило скористатись Московське царство, розпочавши Смоленську війну. Паша Сілістра Мехмед Абаза понадіявся на присутність вйськ Речі Посполитої під Смоленськом. Він вирішив захопити Кам'янець-Подільський. У червні 1633 чамбул з тисячі буджацьких татар, що дійшли під Жванець. Гетьман Станіслав Конецпольський наздогнав їх 4 липня у Молдавії біля Штефенешть під Сасовим Рогом, де звільнив ясир і полоним татар, зокрема сина мурзи Кан-Темира. Конецьпольський заклав укріплений табір під Кам'янець-Подільським, до якого прибули загони козаків, кварцяного війська, приватних військ. Наприкінці вересня Абаз-Паша появився з османсько-молдавсько-волоським військом і буджацькими татарами. 20 жовтня вони перейшли Дністер і 22 жовтня безуспішно атакували табір та відійшли на звістку про підхід козаків. Мурад IV у випадку успіху міг розпочати військові дії. Абаз-Пашу звинуватили у самовільних діях і стратили. У серпні 1635 підписали договір, що повторював умови від 1621.

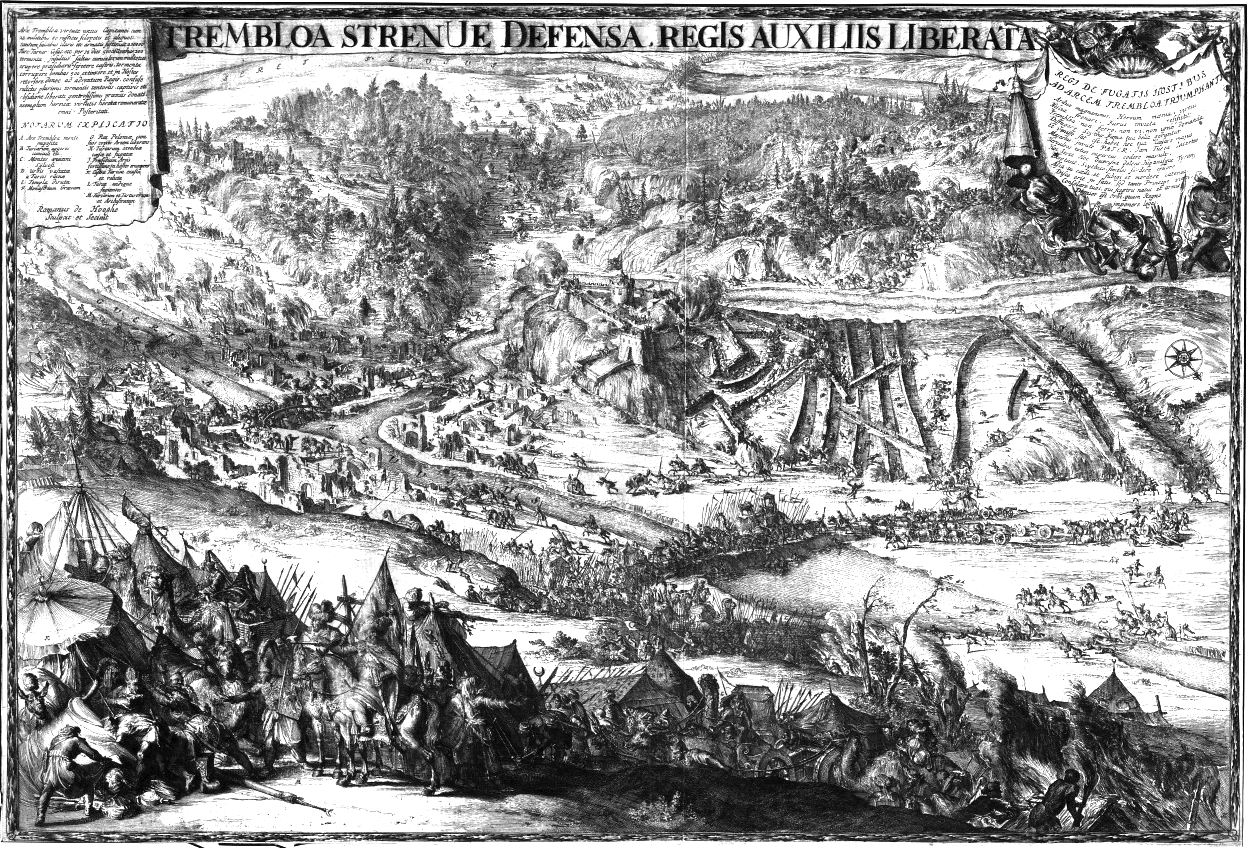
Облога Теребовлі

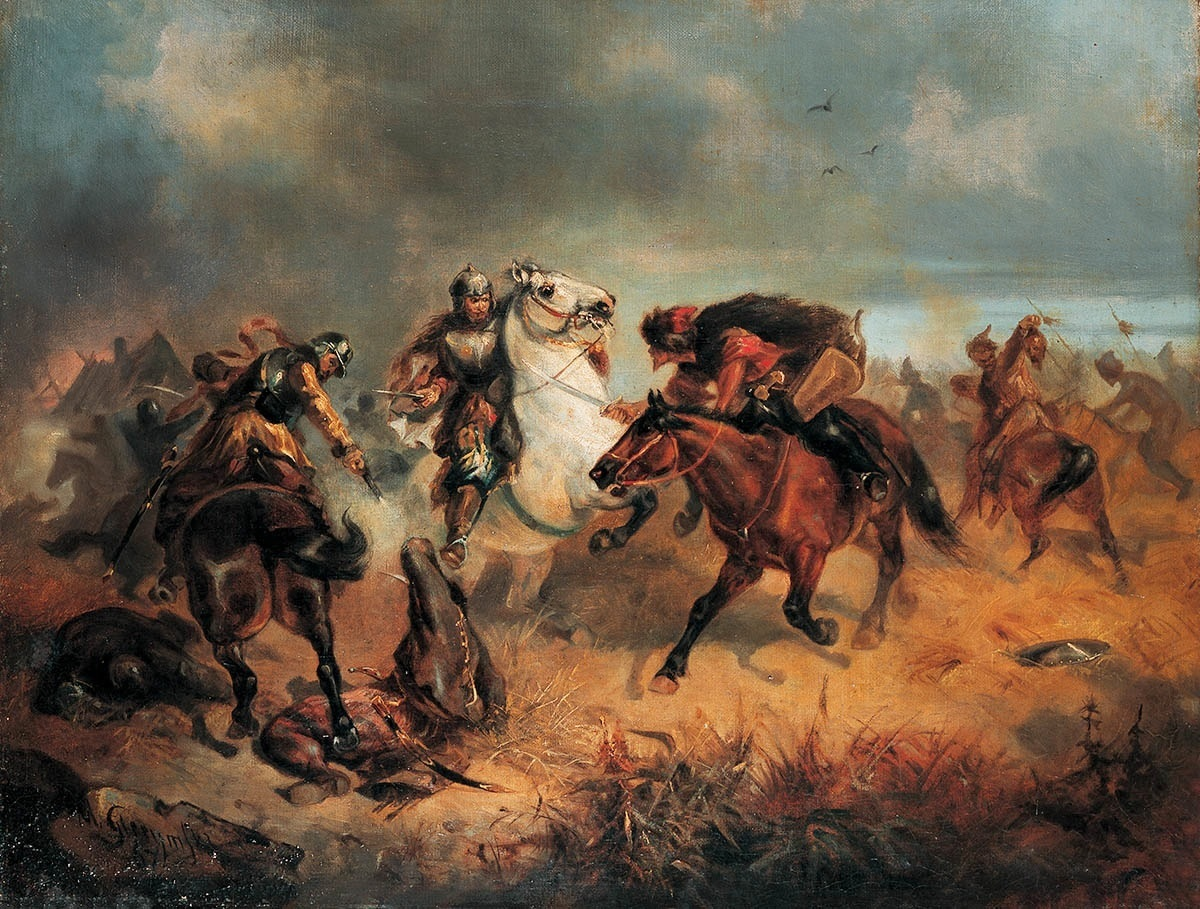

- Війна 1672–1676. Гетьман Петро Дорошенко 1669 визнав сюзеренітет султана, але через війни у Європі османи не могли надати лише допомогу татар. Через триваючу війну коронного війська проти козаків у березні 1672 Мехмед IV розпочав війну, 12 серпня форсував з 120 000 військом Дністер і розпочавши після 14 серпня облогу, що завершилась 27 серпня капітуляцією. 20 вересня османи розпочали облогу Львова. 18 жовтня було підписано Бучацький мирний договір, за яким Поділля відходило до Османської імперії, Брацлавщина, Київщина належали Дорошенку, щорічна данина складала 22 000 золотих. У квітні 1673 Сейм відмовився ратифікувати договір і 11 листопада військо Речі Посполитої Яна Собеського розбило під Хотином османські частини, що залишились на зимівлю. Через напад війська Московського царства 1674 османи бойові дії призупинили, чим скористались поляки. У червні 1675 в Україну увійшло османське військо, яке безуспішно облягало 20 вересня-11 жовтня Теребовлю. Це не дозволило османам захопити значні території України. У серпні 1676 османське військо увійшло до Покуття. 24 вересня під Войниловим татари зупинили кавалерію Собеського, яка відійшла під Журавно. Табір Речі Посполитої з 28 вересня було заблоковано османсько-татарським військом Ібрагім Шайтана. Через хибну думку про підхід підмоги османи згодились 17 жовтня підписати перемир'я, де не йшлось про сплату данини.
- Війна 1683–1699 велась в рамках Війна Священної ліги. Після битви під Віднем велись 1683 бойові дії на Поділлі. У наступних роках 1684 відбулись невдалі походи до Молдавії, на Кам'янець-Подільський 1684, 1685 до Буковини, 1686 до Молдавії, 1687 облога Кам'янця-Подільського, похід до Молдавії 1689. Лише 1690 вдалось зайняти Сучави, а в останньому молдавському поході 1691 сталась битва під Переритою. Для блокади Кам'янця збудували 1692 Окопи Святої Трійці, 1694 після битви під Устечком було заблоковано постачання гарнізону міста. 1695 розбили татар під Львовом. Останні битви відбулись 1698 під Підгайцями і 1699 під Мартиновим.

### Козацько-османські війни

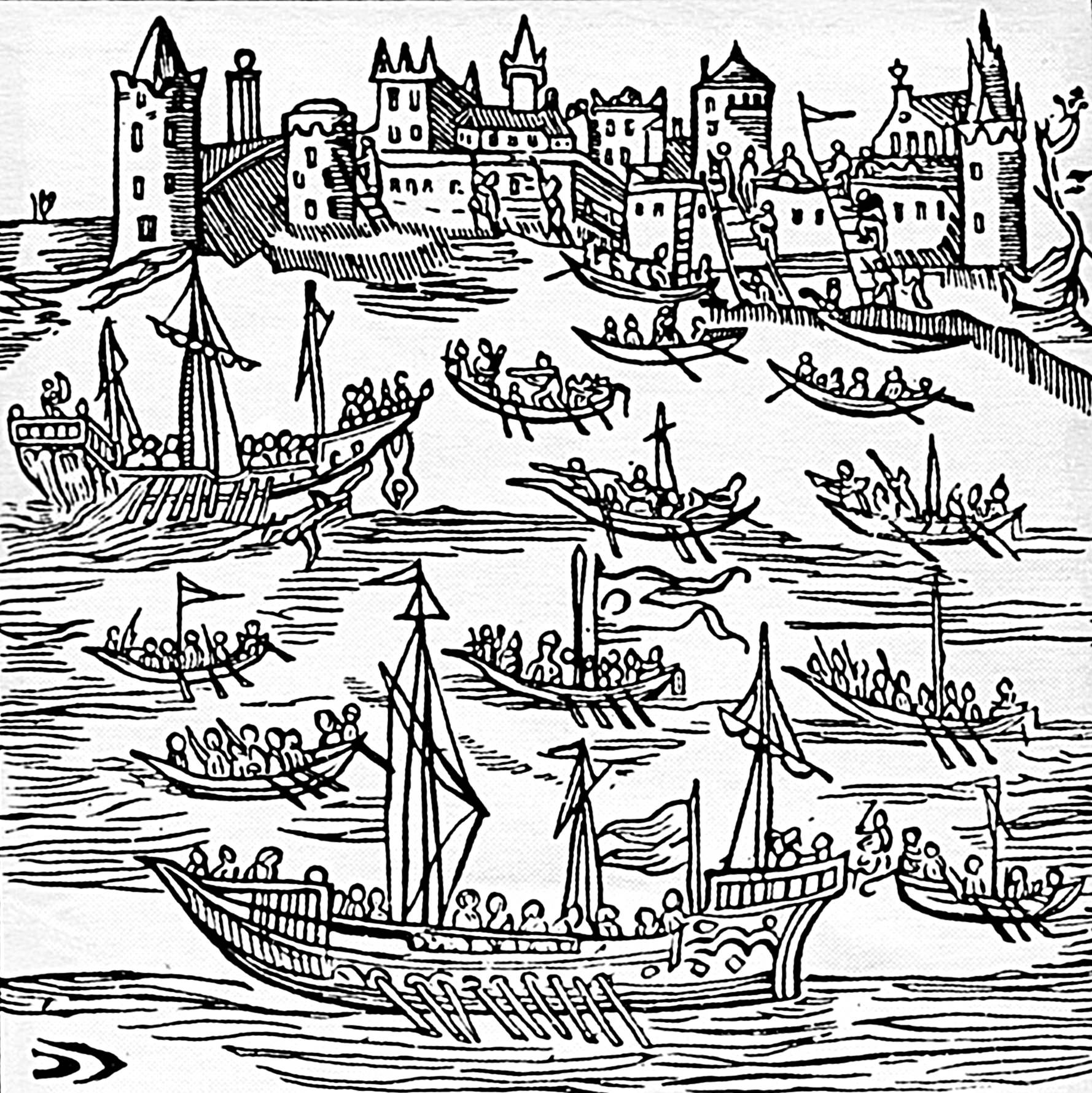
Захоплення козаками Кафи 1616

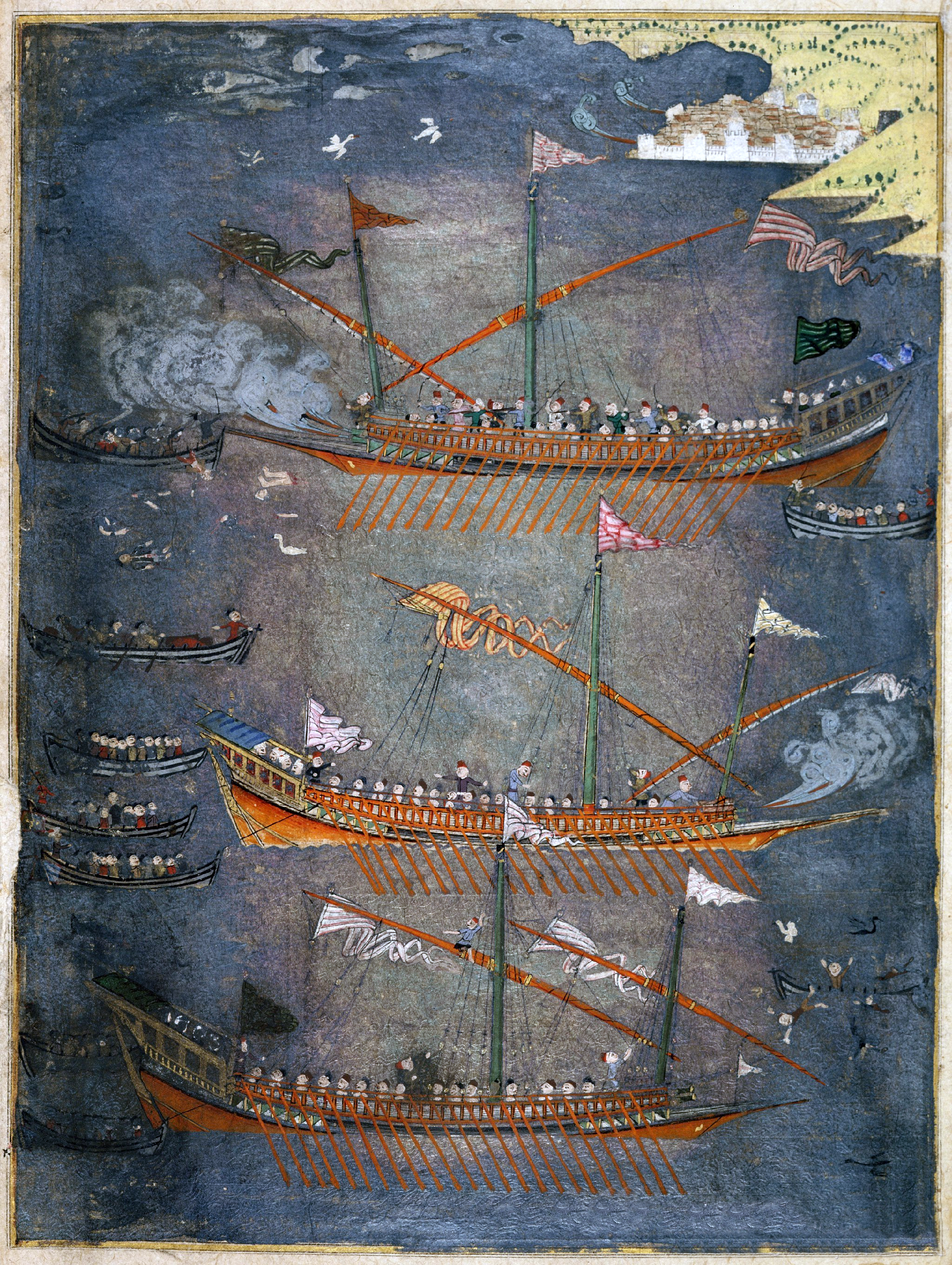
Бій козаків з османськими галерами

Козацькі підрозділи стали формуватись у 2-й половині XV ст. для захисту від нападів підлеглих Османській імперії Кримських татар. Князь Богдан Глинський здійснив перший похід на чайках 1 серпня 1492, штурмував 1493, 1494 Очаків. У наступні десятиліття козаки ходили на Очаків (1545, 1552, 1556, 1559, 1562, 1563, 1567-69, 1584, 1598; Азов 1559, 1560, Аслан-Кармен 1556, 1558, Кафу 1559-61, 1575, 1586, 1589, 1593; 1598 Аккерман, 1567-69, 1598, Кілію, Ізмаїл 1567-69, Керч 1586. Самійло Кішка 1573 вперше атакував гирло Дунаю, 1599 Синоп (1595), Трапезунд, полковник Нечай 1576 атакував Очаків, Інкерман, Судак, Керч, Сухумі, Поті, Батумі, Трапезунд, Константинополь, Варну. З початку XVII ст. відомі походи здійснив Петро Сагайдачний — 1606 на Очаків і Козлов (Євпаторія), 1607 на Болгарію, 1609-10 Очаків, Кафу, Кілію, Ізмаїл, 1612-13 до Криму, 1614 на Синоп, Трапезунд, 1615 Константинополь, 1616 Кафу, Трапезунд, Синоп, Константинополь. Походи на Константинополь стали майже регулярними — 1617, 1620, 1621, 1622, 1623, 1624 (три походи за рік), 1629; як і на Варну 1620, 1621, 1629; Синоп 1624, 1626, 1630; Трапезунд 1625, 1626 (2 походи). На цьому тлі походи до Криму, Ізмаїл, Азов, Аккерман стали звичний явищем. Флотилії козаків очолювали Дмитро Вишневецький, Григорій Лобода, Яків Бородавка-Нерода, Оліфера Голуба, Михайла Дорошенка, Олексій Шафран, Тарас Федорович, Іван Сулима, Кіндрат Бурляй, Іван Самойленко. У цей період відбулись перші битви козаків з османським флотом. У середині XVII ст. найбільш значні походи очолював кошовий отаман Іван Сірко — Азов 1644/45/56, Керч 1645, Крим 1654, 1657, Тамань 1655/57, Очаків 1656/60/70, Аккерман 1659, Тавань, Аслан-Кермен, Кизи-Кермен 1680. У 1690–1696 роках походи зосереджувались навколо Криму, Азовського моря. У 1736–1739 роках походи на Очаків, битви з османським флотом очолював Іван Малашевич. Походи Чорноморської козацької флотилії очолювали кошові Сидір Білий, Антін Головатий, який брав участь у штурмах Очакова 1788, Хаджибея, Аккермана, Бендер 1789, Ізмаїлу 1790, боях з османським флотом. У серпні 1792 козацька флотилія перейшла на Кубань. Османсько-татарське військо невдало атакувало 1675 Запорозьку Січ. Впродовж 1672–1676 років у війнах козаки виступали як союзниками османів, так і їхніми противниками.

### Австро-османські війни

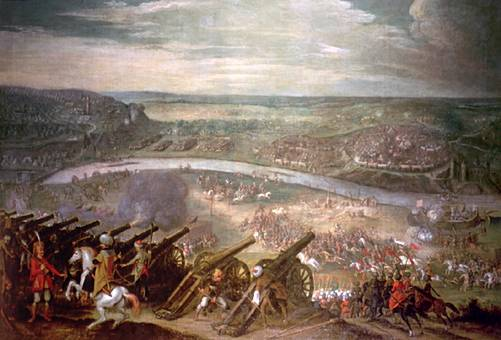
Облога Відня 1529.Худ. П. Снаєрс

- Перша Австро-турецька війна 1526–1555.  Після розгрому угорського війська під Могачем 1526 османи вийшли безпосередньо до володінь Габсбурзької монархії. Через претензії Фердинанда I Габсбурга на угорську корону і успішну боротьбу з Яношем І Заполья султан Сулейман І розпочав війну і османсько-сербсько-молдавське військо 8 вересня захопило Буду, тримало в облозі Відень 27 вересня — 14 жовтня 1529[18]. Завдяки участі османів у інших конфліктах австрійцям вдалось відбити декілька фортець на Дунаї і Сулейман І 1532 знову вирушив на Відень, але при облозі Кесега 700 оборонців стримували 120 000 османське військо 5-30 серпня і через близьку зиму османи відступили. Було укладено 1533 перемир'я, яке визнавало володіння Яноша І і Фердинанда І в Угорщині. Після смерті Яноша І в порушення договору його сина Яноша II обрали королем, а мир з Венецією звільним сили осман, які захопили на Дунаї декілька замків, після чого уклали перемир'я. 1552 османи невдало облягали Еґер, після чого 1555 за мирною угодою Угорщина була поділена на три частини.
- Друга Австро-турецька війна 1566–1568. 6 серпня — 8 вересня 1566 османи облягали Сігетварі, де помер Сулейман І і де вони зазнали значних втрат. Похід на Відень був відкладений. Максиміліан II і Селім II 17 лютого 1568 підписали мирну угоду[de], що закріплювала завоювання двох сторін, а Австрія сплачувала щорічно 30 000 флоринів. Угода продовжувалась 1574, 1583.

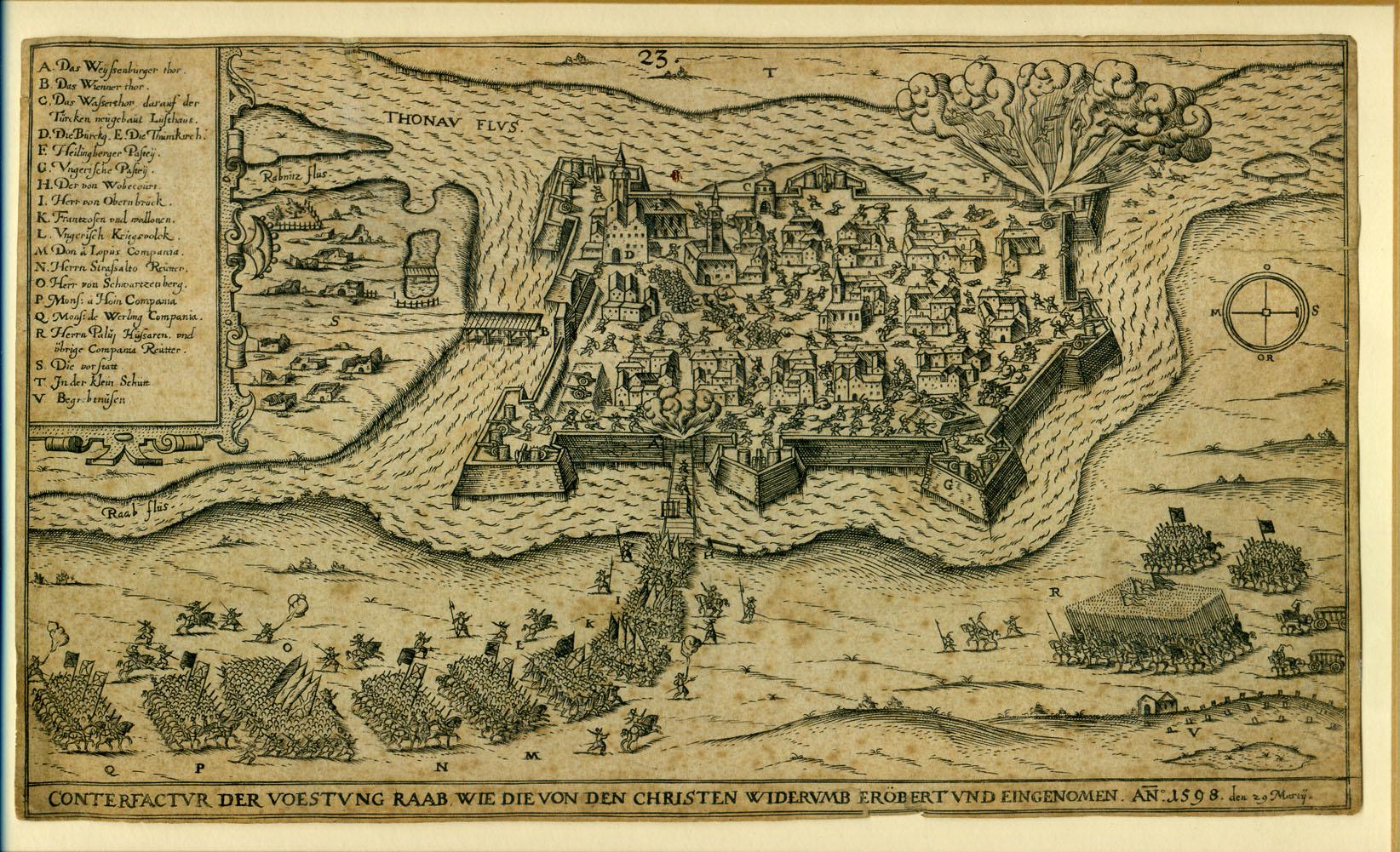
Захоплення фортеці Рааб. 1598

- Третя Австро-турецька війна 1593–1606. Хасан-Паша з Боснії 1593 взяв в облогу Сисак, де був розбитий австрійцями. Це стало приводом оголошення османами війни. У липні османи атакували три замку, після чого відійшли на зиму. Після тривалих бойових дій 29 вересня 1594 османи захопили Еґер. Мурад III помер у січні 1595. Союз Рудольфа II, Сигізмунд Баторі, Михайло Хоробрий, Арон Тиран уклали антиосманський союз, звільнивши Валахію, Естерґом, ще пару міст. 13 жовтня 1596 османи знову захопили Еґер і 25 жовтня розбили австро-трансильванське військо[de]. 1597–1598 проходили у боях за фортеці, що переходили з рук в руки. Перемовини 1599 перервали через взаємне незадоволення станом речей. Османи захопили 1600 Надьканіжа, який австрійці не змогли 1601 відбити, але захопили Секешфегервар, відбитий османами 1602. Два наступні роки йшла боротьба за Буду і Пешт. У Семигородді розпочалось повстання протестантів, у Османській імперії після смерті Мехмеда III розпочалась війна з Персією. Дві сторони були зацікавленні у припиненні війни і 11 листопада 1606 підписали мирну угоду, що визнавав існуючий кордон і після одноразової виплати Австрія припиняла виплату щорічної данини. За війну османи здобули Еґер і Надьканіжа.

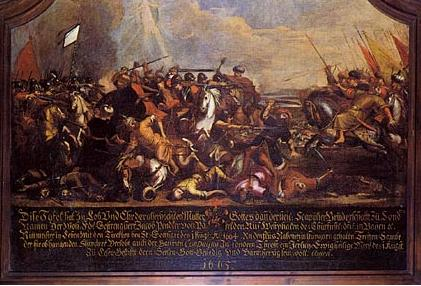
Битва під Сентготтхардом

- Четверта Австро-турецька війна 1663–1664 Після османського захоплення Семигороддя 1600 князь Кеминь Янош покликав на допомогу Габсбургів, чий похід 1661 був невдалим. Влітку 1663 османи розпочали військові дії, а австрійці зосередили війська у своїх замках. До вересня османи захопили Нове Замки, у листопаді Новіград. На заклик Леопольда I європейські держави надали військову допомогу і 1664 у Хорватії османи захопили Ной-Зрін[en], звідки рушили на Відень. У битві під Сентготтхардом 1 серпня при переправі через Рабу було знищено до 22 000 османського авангарду. 10 серпня підписали Вашварський мир, що затвердив османські завоювання, хоча вони мали вивести війська з Семигороддя.

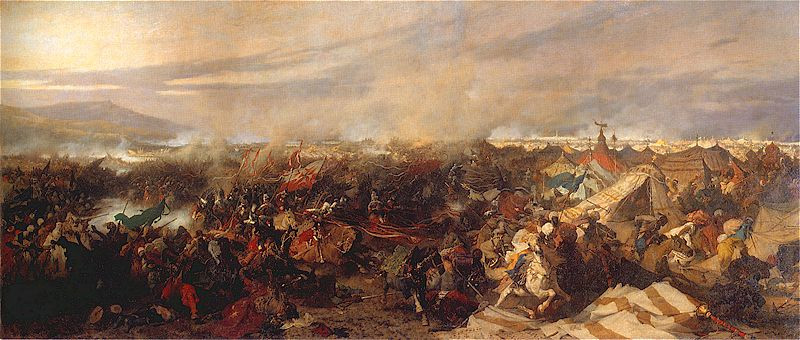
Віденська битва. Худ. Ю. Брандт

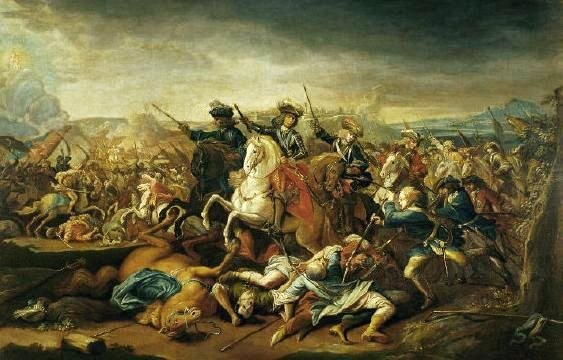
Облога Белграду. Худ. Й. Ауербах

- П'ята Австро-турецька війна 1683–1699 Імре Текелі розпочав 1672 антигабсбурзьке повстання в Угорщині і 1683 визнав зверхність султана, який проголосив його Угорським королем, що спровокувало загострення відносин Римської і Османської імперій. Османське 200-тисячне військо Кара-Мустафи 14 липня розпочало облогу Відня. 12 вересня союзне військо Австрії і Речі Посполитої розбило османів під Віднем і 7/9 жовтня під Парканами. У 1684 османи втратили Вишеград, Пешт, Вац, обложили Буду, захоплену за два роки. Османи були розбиті 1687 у Другій битві при Могачі, що дозволило наступного взяти Белград, відбитий османами 1690 завдяки нападу Людовика XIV в ході 9-річної війни. Просування османів зупинили завдяки переселенню 60 000 осіб з Балкан до приграничної зони. Після успішного завершення 9-річної війни імперське військо розбило османів Мустафи II 11 вересня 1697 під Зентою. Османи втратили до 20 000 вояків, табір, артилерію. Облога Сараєво була припинена австрійцями через початок зими. Через порожню імперську скарбницю було розпочато перемовини з турками і 29 січня 1699 підписано мир у Карловицях — перший, де християнські держави диктували умови. Угорщина майже повністю відійшла Австрії, Поділля Речі Посполитій, Пелепонес Венеції.
- Шоста Австро-турецька війна 1716–1718 Османи оголосили 1714 війну Венеції, яка була союзником Австрії. Просування османів становило загрозу для Хорватії. Австрійське військо розгромило 5 серпня 1716 під Петровардином османів, які зняли облогу Корфу. Це дозволило захопити Тімішоара у Банаті, 1717 Белград. За Пожаревацьким миром з 21 липня 1718 Австрія зберігала свої завоювання, в Венеція не мала жодних здобутків.
- Сьома Австро-турецька війна 1736–1739 1735 розпочалась війна османів з Російською імперією, під тиском якої до війни приєдналась Австрія. 12 липня 1737 австрійське військо перейшло кордон з Волощиною, увійшло на Балкани, спробувало захопити пару фортець, але до кінця року відійшло. 1738 пройшов в обороні, відступі у Банаті, втратою Оршова, Смедереве, Ужиці, Мегадія. 22 липня 1739 австрійське військо було розбите під Гроцкою[de]. 18 вересня 1739 уклали мир у Белграді. Османській імперії належало повернути Олтенію у Волощині, Сербії — Белград. Кордон пролягав по Дунаї і Саві.
- * Восьма Австро-турецька війна 1787–1792 Після анексії Криму 8 січня 1784 там зустрілись Йосиф II і Катерина II, що султан Абдул-Гамід I визнав порушенням мирної угоди. 13 серпня 1787 оголосив війну, до якої у лютому 1788 долучилась Австрія. Наступного року захопили Белград, згодом Бухарест. Після смерті у лютому Йосифа II новий імператор Леопольд II вийшов з війни, уклавши 4 серпня 1791, повернувши Белград.

### Персько-османські війни на Кавказі
- Просування османів на Кавказі розпочалась з переможної Чалдиранської битви 23 серпня 1514 року, що розпочала першу Османсько-перську війну (1514—1555). Згідно мирної угоди з Амасья від 29 травня 1555 османи заволоділи Західною Вірменією і Західною Грузією.
- Друга Османсько-перська війна (1578—1590) розпочалась захопленням османами Тбілісі, Дербенту, Єревану. Стамбульська угода з березня 1590 закріпила за османами весь Південний Кавказ.
- Третя османсько-перська війна (1603—1618) завершилась поразкою османів. Серавський мир від 26 вересня 1618 повернула кордон з угоди 1555 року.
- Четверта османсько-перська війна (1623-1639) завершилась Зухабською угодою від 17 травня 1639, за якою на Кавказі зберігався кордон 1555 року.
- П'ята османсько-перська війна (1723—1727) велась у Східній Грузії та Вірменії, де османи знову захопили Єреван, Тбілісі, Нахічевань. Кордон на Кавказі було встановлено на основі Константинопольської угоди від 12 чеорвня 1724 з Російською імперією. Османи отримали значну частину Грузії, єриванське ханство, частину Азербайджану.
- Османсько-перська війна (1730—1735) до літа 1735 завершилась втратою османами Вірменії і Грузії з відновленням кордону 1639 року.
- Османсько-перська війна (1743—1746) завершилась Керденським миром, що підтвердив старий кордон.
- Османсько-перська війна (1821—1823) завершилась Ерзурумською угодою від 28 липня 1823 підтвердила старий кордон 1639 року.

### Московсько-турецькі війни
- Московське царство вирішило втрутитись у турецько-польську війну і 6 жовтня 1672 цар Олексій Михайлович оголосив війну Кримському ханству. У 1676 козацько-московське військо Самойловича і Ромодановського захопило Чигирин, який у липні 1677 невдало атакувало османське військо, але захопило у липні 1678. Зрештою Перша московсько-турецька війна завершилась підписанням 20-річного Бахчисарайським мирним договором від 23 січня 1681.
- Вже 1686 Московське царство приєдналось до Священної ліги і у 1687, 1689 роках невдало атакувало Крим, 1695 Азов. Фортеця Азов здалась під час нового походу 18 липня 1696, адже основні сили османів були задіяні у Європі. Після укладення 1699 Карловицького мирного договору Друга московського-турецька війна завершилась підписанням 13 липня 1700 Константинопольського мирного договору, за яким Московія отримувала Азов і переставала платити данину кримському хану.

### Війни XIX ст.
У 1804-1813 роках проходило Перше сербське повстання, підтримане Російською імперією і розпочалась війни з  (1806-1812). Через загрозу війни з Францією Російська імперія відмовилась від захоплення Молдавії, Валахії і було укладено Бухарестський мирний договір, за кордон проходив по ріці Прут, а Сербія мала отримати автономію, ліквідовану османами 1813. Внаслідок Другого сербського повстання 1815-1817 виникло автономне Сербське князівство.
У 1821 вибухнули повстання у Валахії та Греції, що призвело до укладення 1827 Лондонської конвенції, Наваринської битва, початку Російсько-турецької війни. Адріанопольський мирний договір (1829) затвердив автономію Молдавії, Валахії, Сербії, Греції, де на Лондонській конференції обрали королем Оттона I, приєднання до Російської імперії декількох регіонів Грузії, Єреванського і Нахічеванського ханств.
У лютому 1853 суперечка про контроль над церквою у Вифлеємі, право протектора Російської імперії над усім православним населенням Османської імперії призвела до окупації у червні нею Молдавії і Валахії. Імператор Микола І мав надію встановити контроль над Босфором, Дарданеллами. У жовтні 1853 розпочалась османсько-російська війна, що дозволила звільнити 1854 окуповані землі до Дунаю за участі загонів австро-угорців, французів, британців на стороні османів. Синопська битва спричинилась до вступу до війни Велика Британія, Французька республіка, Кримської війни. Війна завершилась підписанням у березні 1856 Паризького миру.

### Війни XX ст.
Італійсько-турецька війна тривала з 29 вересня 1911 року по 18 жовтня 1912 року. Війна велась за територію сучасної Лівії — Триполітанію і Киренаїку, острів Родос і за греко-мовний архіпелаг Додеканес біля Малої Азії. У ході війни вперше в історії 23 жовтня 1911 літак виконав повітряну розвідку, а 1 листопада 1911 відбулось бомбардування з повітря. Згідно мирної угоди Триполітанія і Киренаїка отримали автономію, а Італія так і не виконала відведення військ з Лівії і Додеканеських островів, які не передала Греції.
Програна Османською імперією війна спровокувала початок Балканських війн. Королівство Сербія, Королівство Чорногорія, Грецьке королівство, Болгарське царство утворили військово-політичний союз Балканська ліга, спрямований проти Османської імперії. Перша балканська війна тривала з 9 жовтня 1912 по 30 травня 1913 року. Згідно Лондонського договору 17 травня 1913 Османська імперія поступилась територіями на захід від лінії Енос — Медея. Албанія була проголошена незалежною державою, звідки Сербія і Греція мали вивести свої війська.
Невирішене питання з розподілом теренів Македонії спричинило початок Другої балканської війни 29 червня — 29 липня 1913 року. Королівство Сербія і Грецьке королівство уклали союз проти Болгарського царства, яка розпочала превентивні військові дії. До 2 липня її наступ зупинився і болгарська армія стала відступати. 12 липня до війни долучилась османська армія, наступаючи у Східній Фракії, а 14 липня румунська армія атакувала Болгарське царство у Південній Добруджі. Через безвихідну ситуацію з війною на двох фронтах 29 липня Болгарія припинила бойові дії та розпочала мирні перемовини. Згідно Бухарестського мирного договору Болгарія втратила більшу частину Македонії, території біля Добруджі, а згідно Константинопольського мирного договору від 29 вересня Османська імперія повернула значну частину Східної Фракії і місто Едірне.